# Hội An (thành phố)
Hội An là một thành phố cũ thuộc tỉnh Quảng Nam cũ tại Việt Nam.
Phố cổ Hội An từng là một thương cảng quốc tế sầm uất, gồm những di sản kiến trúc đã có từ hàng trăm năm trước, được UNESCO công nhận là di sản văn hóa thế giới từ năm 1999.

## Địa lý
Thành phố Hội An nằm bên bờ bắc hạ lưu sông Thu Bồn. Hội An là một đô thị cổ của Việt Nam, cách trung tâm thủ đô Hà Nội khoảng 795 km về phía Nam, cách trung tâm Thành phố Hồ Chí Minh khoảng 940 km, cách thành phố Huế khoảng 122 km, cách trung tâm thành phố Đà Nẵng khoảng 30 km về phía đông nam, có vị trí địa lý:
- Phía đông giáp biển Đông
- Phía tây và phía bắc giáp thị xã Điện Bàn

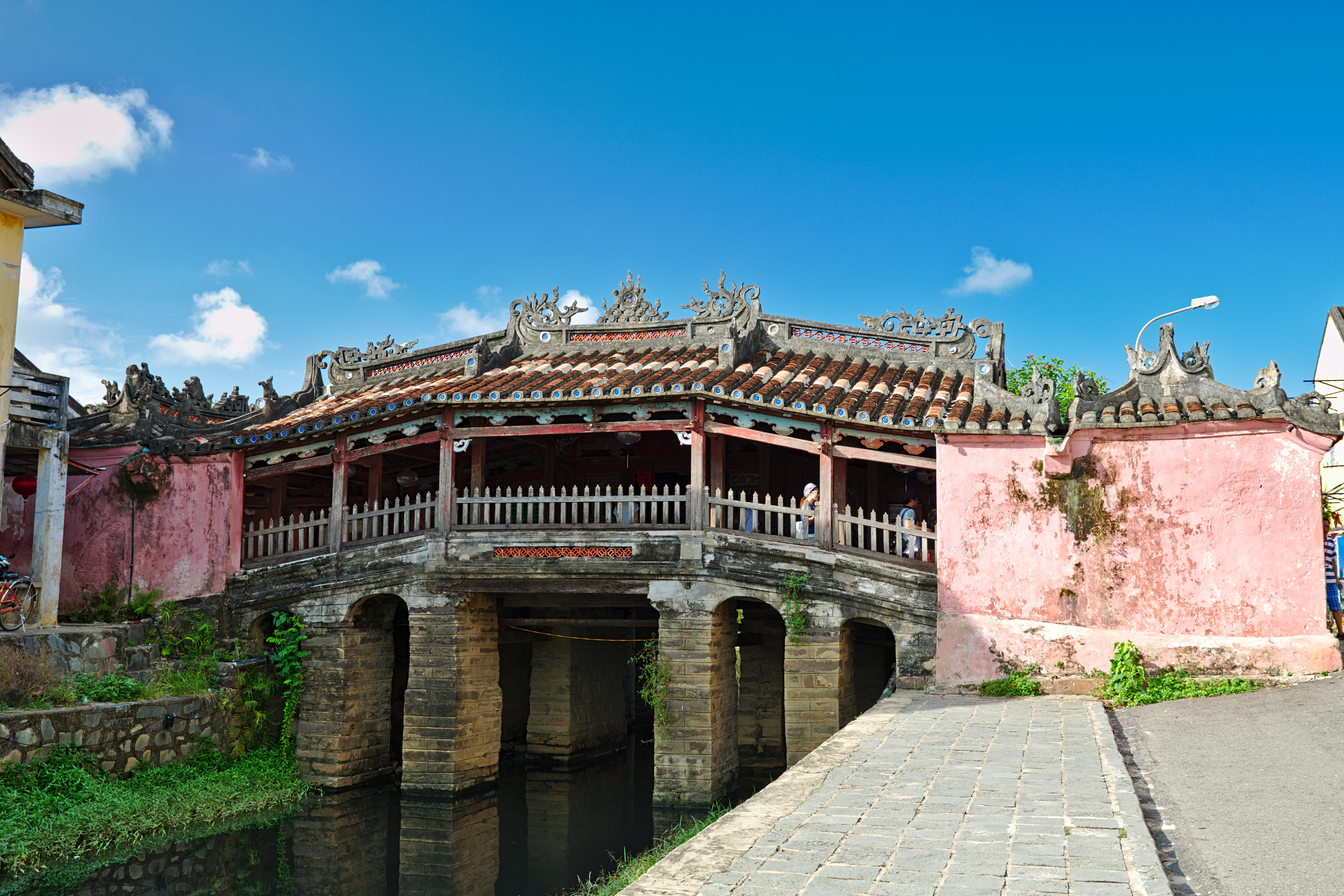
Chùa Cầu

- Phía nam giáp huyện Duy Xuyên.

### Biển lấn đất
Theo ông Nguyễn Văn Dũng, Phó chủ tịch UBND Hội An, tính từ năm 2007 đến 2014, tại bờ biển Hội An dọc Cửa Đại lên đến gần thị xã Điện Bàn, biển đã lấn sâu vào bờ 2 km. Dọc bãi biển này, trước đây là cả một rừng cây dương liễu, đã bị các doanh nghiệp cho san bằng toàn bộ, khi họ xây dựng các resort, khách sạn dọc bờ biển, đã đưa đến tình trạng này.

## Lịch sử

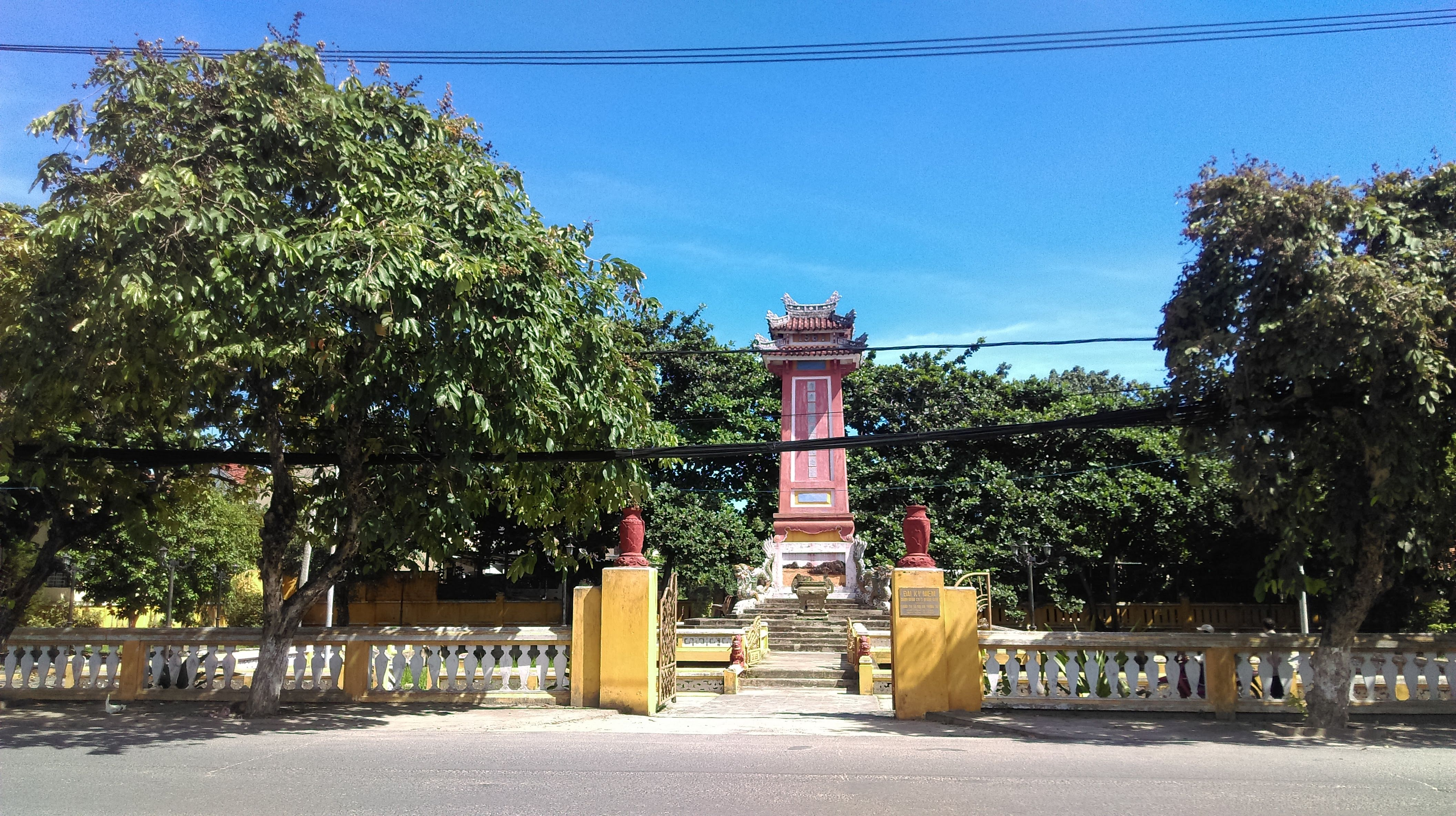
Đài Kỉ niệm Danh nhân Chí sĩ ở Quảng Nam

### Trước thế kỷ II
Kết quả nhiều cuộc thăm dò, quan sát các di tích mộ táng: Bãi Ông; Hậu Xá I, II; An Bàng; Xuân Lâm và các di chỉ cư trú: Hậu Xá I; Đồng Nà; Cẩm Phô I; Trảng Sỏi; Lăng Bà; Thanh Chiếm đã cung cấp nhiều thông tin quý về thời Tiền sử và thời văn hóa Sa Huỳnh muộn. Ngoài di tích Bãi Ông có niên đại hơn 3.000 năm, thuộc thời Tiền sử (Tiền Sa Huỳnh), các di tích còn lại đều trên dưới 2.000 năm, tức là vào giai đoạn hậu kỳ Sa Huỳnh.
Những bộ sưu tập hiện vật quý được thu thập từ các di tích khảo cổ là các loại thuộc về công cụ sinh hoạt, lao động sản xuất, chiến đấu, trang sức, tín ngưỡng... bằng các chất liệu gốm, đồng, sắt, đá, thủy tinh. Đặc biệt còn có cả những tiền đồng Trung Quốc: Ngũ Thù; Vương Mãng cùng với các đồ trang sức mã não, thủy tinh có gốc gác từ Nam Ấn Độ, Sri Lanka, Trung Đông, chứng tỏ cách đây 2.000 năm, dân cư ở đây đã có nghề trồng lúa nước, khai thác thủy sản và làm các nghề thủ công. Đồng thời cũng thể hiện rõ mối quan hệ giao lưu văn hóa trong nước cùng các hoạt động buôn bán với nước ngoài, lập nên một cảng-thị sơ khai, là nền móng cho các cảng-thị sau này.

### Thế kỷ II - Thế kỷ XV
Kế tiếp dân cư Sa Huỳnh cổ là dân cư Chăm Pa với nền văn hoá rực rỡ, mở đầu thời kỳ vàng son cho một Cảng-Thị hưng thịnh. Những cái tên Chiêm Bất Lao (Cù Lao Chàm), Đại Chiêm Hải Khẩu (Cửa Đại), Cachiam cùng với những tượng đá, giếng gạch và dấu vết nền tháp, đặc biệt trong các di chỉ khảo cổ học với các hiện vật gốm sứ Chăm Pa, Ả Rập, Trung Quốc; các đồ trang sức từ Trung Đông, Ấn Độ và nhiều tài liệu, thư tịch cổ Trung Quốc, Ả Rập, Ấn Độ, Ba Tư xác nhận vùng Cửa Đại xưa kia là hải cảng chính của nước Chăm Pa. Vùng Lâm Ấp phố là nơi các chiến thuyền ngoại quốc thường ghé lấy nước ngọt từ những giếng Chăm Pa rất ngon và trong; trao đổi sản vật như trầm hương, quế, ngọc ngà, thủy tinh, tơ lụa, đồi mồi, xà cừ.

### Thế kỷ XV - Thế kỷ XIX
Tiếp nối thời Chăm Pa, khoảng cuối thế kỷ XV, Hội An đã có dân cư Đại Việt tới sinh sống. Trong buổi đầu cùng với việc khai hoang, lập làng, người Việt còn sáng tạo ra một số ngành nghề phù hợp với điều kiện tự nhiên và xã hội nơi đây. Từ cuối thế kỷ XVI - thế kỷ XVII, có thêm nhiều người Hoa và người Nhật đến định cư, giúp thương nghiệp Hội An phát triển. Kết hợp với vị trí địa lý phù hợp, Hội An nhanh chóng trở thành một thương cảng phồn thịnh trong nhiều thế kỷ.

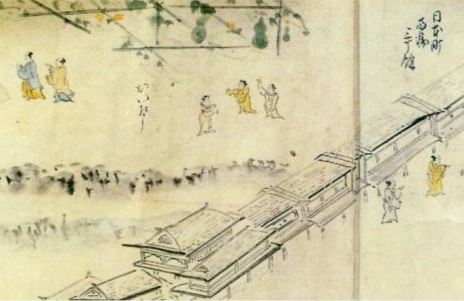
Họa phẩm Châu ấn thuyền Giao Chỉ độ hàng đồ quyển (朱印船交趾渡航図巻 /しゅいんせんこうちんとこうずまき) có kích thước 32,8 cm x 1.100,7 cm hiện đang được lưu trữ tại Bảo tàng quốc gia Kyūshū (九州国立博物館), thành phố Dazaifu, tỉnh Fukuoka - Nhật Bản. Được vẽ vào giai đoạn cuối thế kỷ XVII, đồ quyển này mô tả chuyến hải hành của một châu ấn thuyền (loại thương thuyền lớn của Nhật Bản, có vũ trang và chỉ thông hành khi đã có giấy phép đóng dấu đỏ của Mạc phủ Tokugawa) từ hải cảng Nagasaki tới thương cảng Hội An.

#### Thời kỳ suy vong

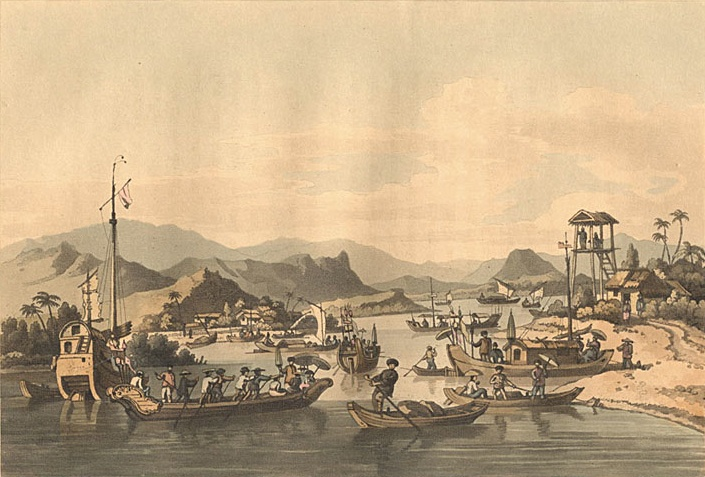
Bến sông Hội An cuối thế kỷ 18

Thế kỷ 18, khi cuộc khởi nghĩa Tây Sơn diễn ra ở miền Nam, chúa Trịnh xuất quân đánh chiếm Quảng Nam dinh năm 1775, cảng thị Hội An rơi vào cảnh chiến tranh loạn lạc. Sau khi chiếm được Hội An, quân Trịnh đã triệt phá những nhà cửa thuộc khu vực thương mại, chỉ để lại các công trình tín ngưỡng. Nhiều nhân vật quan trọng của dòng họ Nguyễn cùng những thương gia người Hoa giàu có đã di cư vào miền Nam, mang theo của cải và lập nghiệp tại Sài Gòn - Chợ Lớn, để lại một Hội An điêu tàn, đổ nát. Năm 1778, một người Anh Charles Chapman đi qua đây sau thời Tây Sơn đã ghi lại: "Khi tới Hội An, thành phố lớn này chẳng còn lại là bao những khu phố được quy hoạch quy củ với những ngôi nhà xây bằng gạch, đường lát đá mà chỉ thấy một cảnh hoang tàn làm cho ta cảm thấy xót xa. Trời ơi, những công trình ấy bây giờ chỉ còn đọng lại trong ký ức mà thôi." Khoảng 5 năm sau, dưới thời nhà Tây Sơn, cảng thị Hội An mới dần dần hồi sinh, hoạt động thương mại được phục hồi nhưng không được như trước. Người Việt cùng người Hoa cùng xây lại thành phố từ những đống đổ nát cũ, những ngôi nhà mới mọc lên theo kiến trúc của họ và vô tình, dấu vết của khu phố Nhật Bản đã bị xóa đi mãi mãi.
Thế kỷ 19, cửa sông Cửa Đại ngày càng bị thu hẹp lại và con sông Cổ Cò cũng bị phù sa bồi lấp, khiến các thuyền lớn không còn ghé được cảng Hội An. Bên cạnh đó, triều đình nhà Nguyễn cũng thực hiện chính sách đóng cửa, hạn chế quan hệ với nước ngoài, đặc biệt các quốc gia phương Tây. Từ đó, Hội An dần suy thoái, mất đi vị thế cảng thị quốc tế quan trọng. Mặc dù vậy, với vai trò một trung tâm thương nghiệp lớn, thành phố vẫn được phát triển, những con đường mới về phía Nam dòng sông được xây dựng và các khu phố được mở rộng thêm. Năm Minh Mạng thứ 5, nhà vua có qua Hội An, nhận thấy nơi đây không còn sầm uất như xưa, nhưng vẫn hưng thịnh hơn các thị trấn khác của người Việt.

### Giai đoạn 1858 đến 1975
Dưới thời Pháp thuộc, Đà Nẵng là nhượng địa, còn Quảng Nam được hưởng quy chế bảo hộ. Bên cạnh chính quyền Nam triều còn có chính quyền bảo hộ của thực dân Pháp, mà đứng đầu là công sứ Pháp kiêm nhiệm Chủ tịch Hội đồng tỉnh Quảng Nam, đóng tòa sứ tại Hội An cùng các cơ quan đầu não của bộ máy chính quyền bảo hộ. Trong các thời kỳ tiếp sau, Hội An được chọn làm tỉnh lị của Quảng Nam.

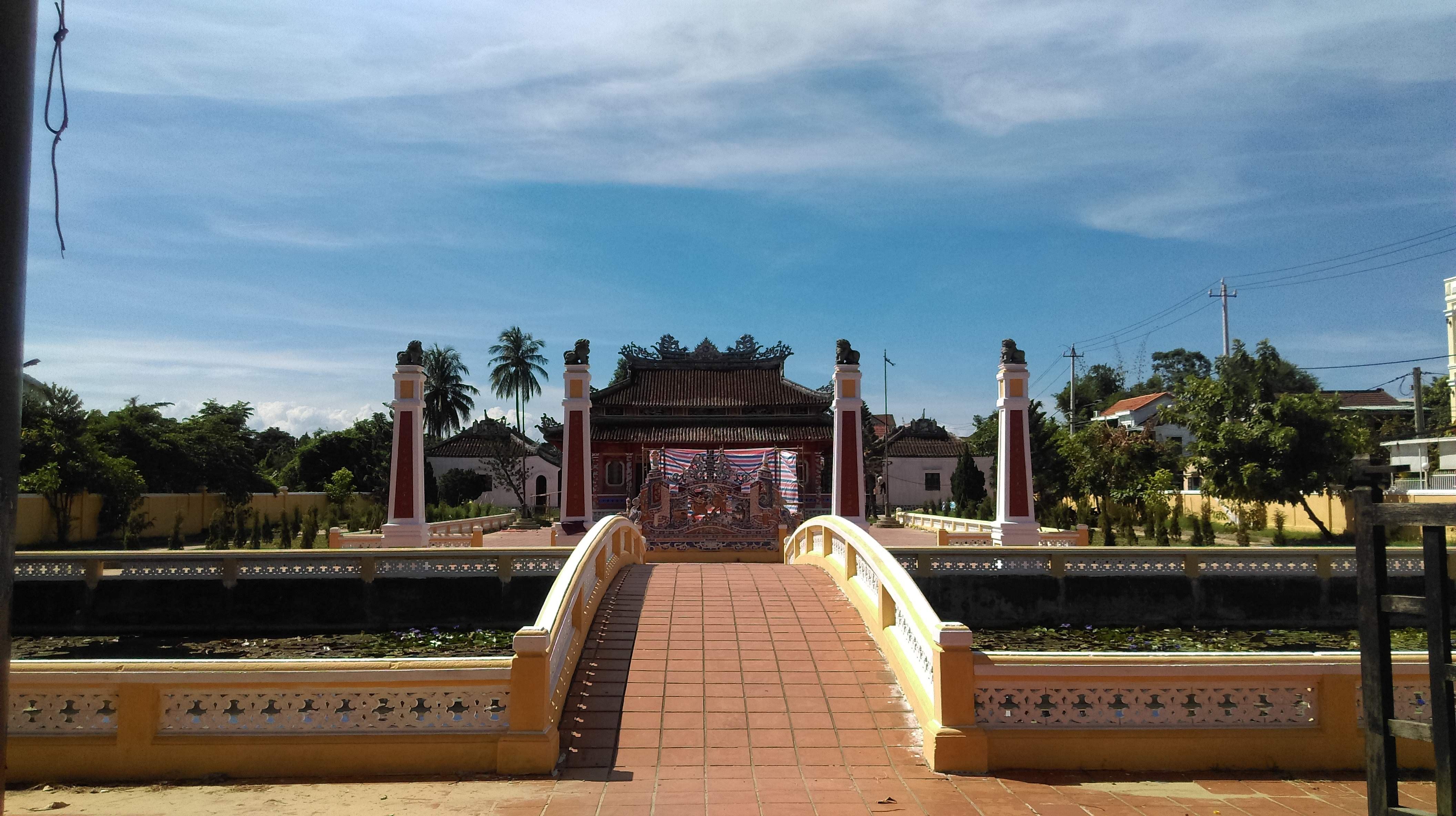
Khổng miếu Hội An (Miếu thờ Khổng Tử)

### Giai đoạn 1975 đến nay

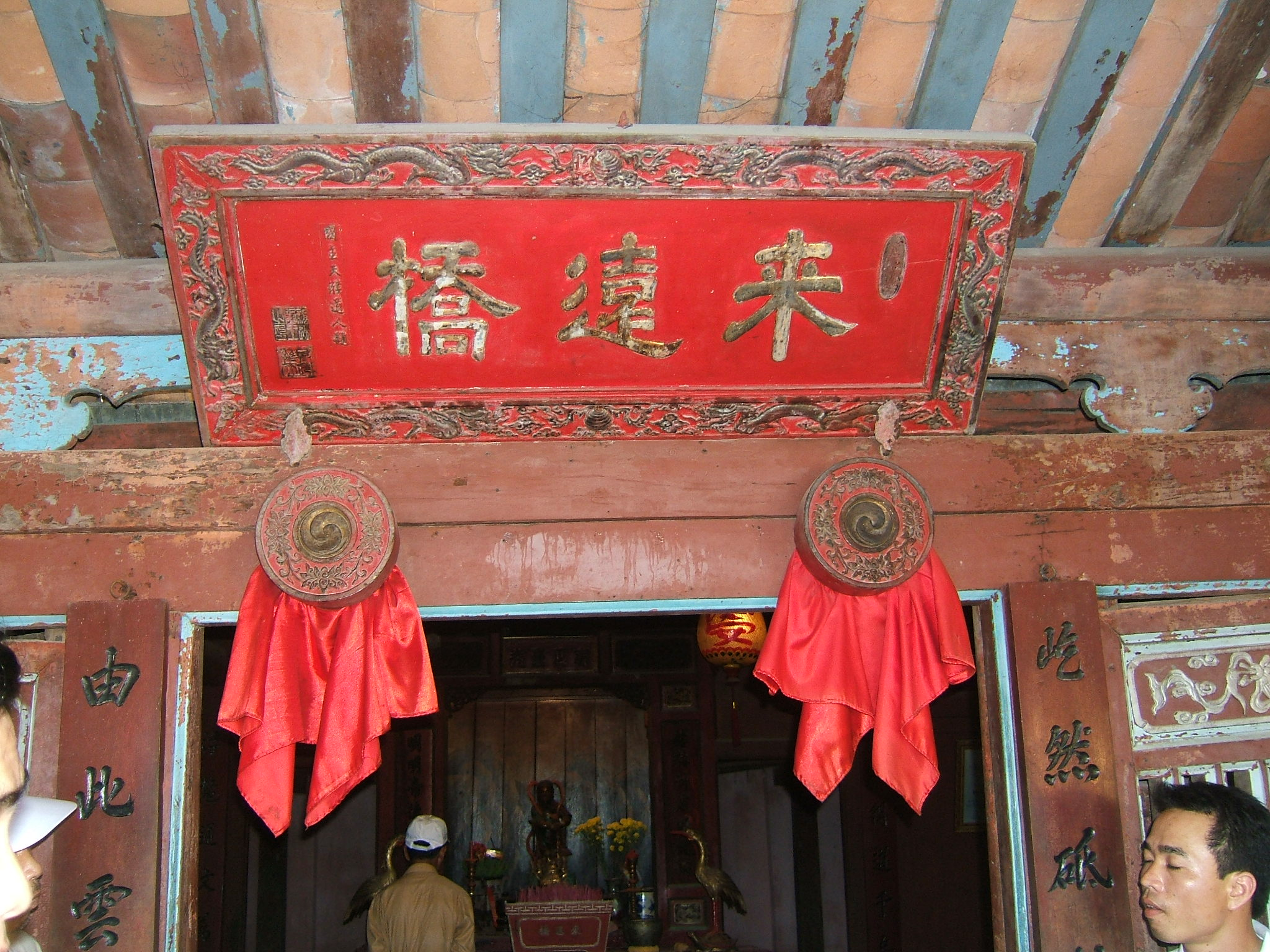
Hai con mắt trên trong chùa Cầu (Lai Viễn Kiều). Rất nhiều nhà cổ ở Hội An có hai con mắt trên cửa như trong hình

Sau ngày đất nước thống nhất, Hội An là thị xã thuộc tỉnh Quảng Nam - Đà Nẵng, gồm 3 phường: Cẩm Phô, Minh An, Sơn Phong và 6 xã: Cẩm An, Cẩm Châu, Cẩm Hà, Cẩm Kim, Cẩm Nam, Cẩm Thanh.
Ngày 25 tháng 7 năm 1978, thành lập xã Tân Hiệp trên cơ sở đảo Cù Lao Chàm.
Ngày 6 tháng 11 năm 1996, Quốc hội nước Cộng hòa xã hội chủ nghĩa Việt Nam, khóa IX, kỳ họp thứ 10, phê chuẩn việc tách Quảng Nam – Đà Nẵng thành 2 đơn vị hành chính cấp tỉnh là tỉnh Quảng Nam và thành phố Đà Nẵng. Thị xã Hội An trực thuộc tỉnh Quảng Nam.
Ngày 22 tháng 8 năm 1998, Hội An được nhà nước Việt Nam phong tặng danh hiệu "Anh hùng lực lượng vũ trang nhân dân".
Ngày 16 tháng 8 năm 1999, Chính phủ ban hành Nghị định 71/1999/NĐ-CP. Theo đó:
- Thành lập phường Thanh Hà trên cơ sở điều chỉnh một phần diện tích và dân số của xã Cẩm Hà
- Thành lập phường Tân An trên cơ sở điều chỉnh một phần diện tích và dân số của phường Cẩm Phô và xã Cẩm Hà.

Ngày 12 tháng 1 năm 2004, chuyển xã Cẩm Châu thành phường Cẩm Châu; chia xã Cẩm An thành 2 phường: Cẩm An và Cửa Đại.
Ngày 3 tháng 4 năm 2006, Bộ trưởng Bộ Xây dựng ban hành Quyết định số 602/QĐ-BXD công nhận thị xã Hội An là đô thị loại III.
Ngày 8 tháng 3 năm 2007, chuyển xã Cẩm Nam thành phường Cẩm Nam.

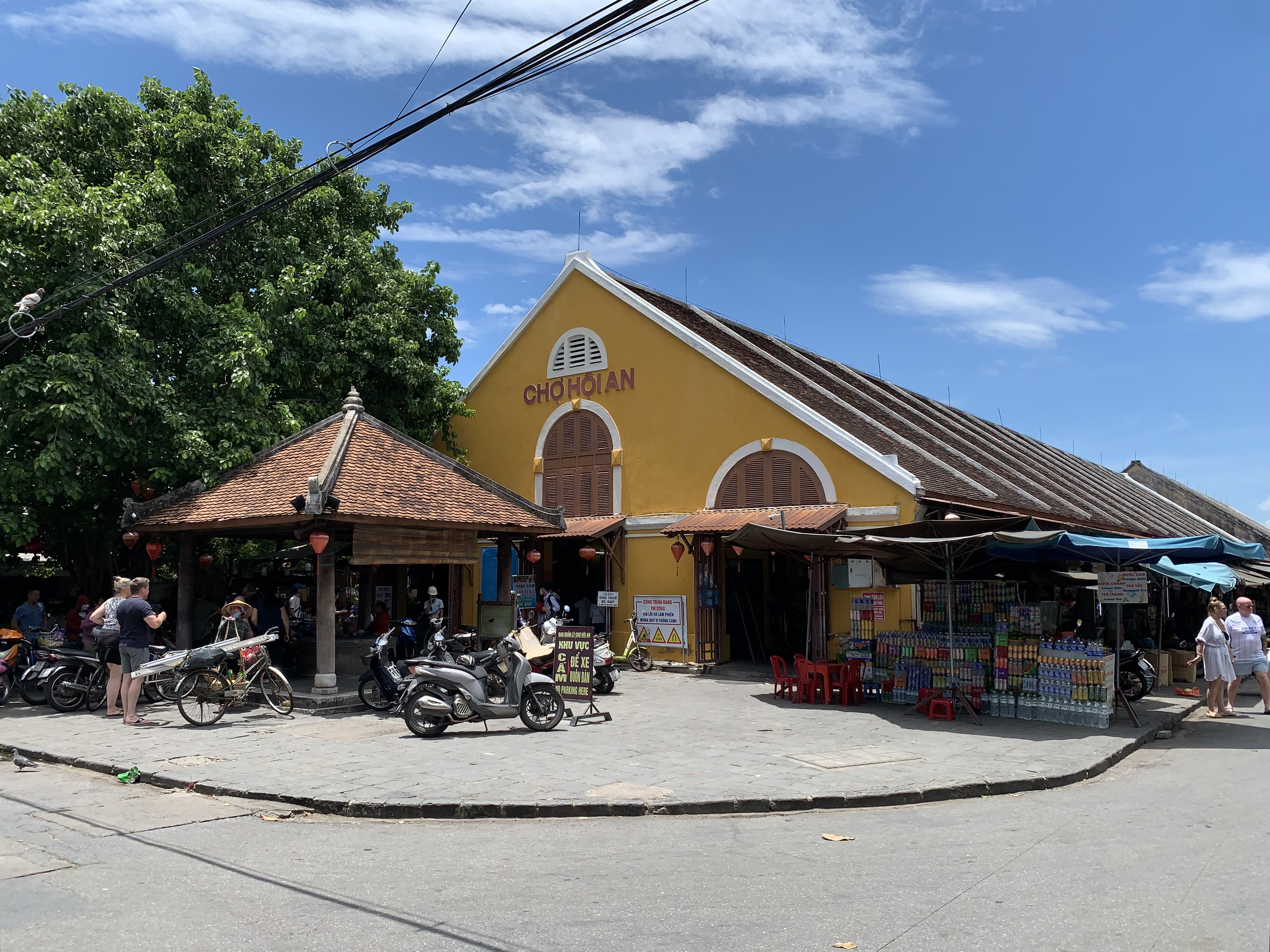
Chợ Hội An

Ngày 29 tháng 1 năm 2008, Chính phủ ban hành Nghị định 10/2008/NĐ-CP về việc thành lập thành phố Hội An thuộc tỉnh Quảng Nam trên cơ sở toàn bộ 6.146,88 ha diện tích tự nhiên và 121.716 người của thị xã Hội An.
Ngày 12/6/2025, Quốc hội ra nghị quyết về việc sắp xếp đơn vị hành chính cấp tỉnh, sắp xếp toàn bộ diện tích tự nhiên, quy mô dân số của TP. Đà Nẵng và tỉnh Quảng Nam (trong đó có Hội An) thành thành phố mới có tên gọi là TP. Đà Nẵng.

## Hành chính

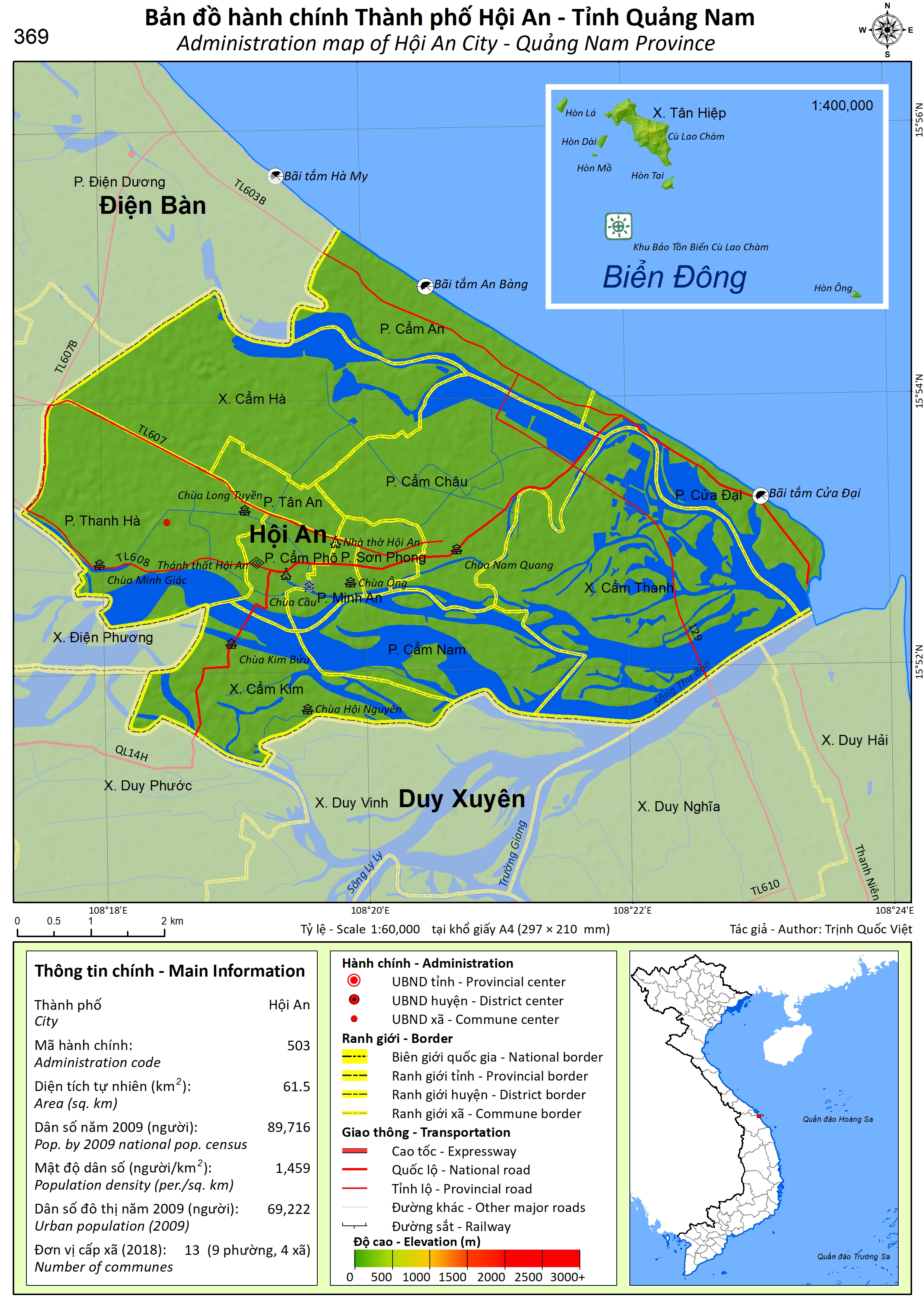
Bản đồ hành chính thành phố Hội An

Thành phố Hội An cũ có 13 đơn vị hành chính cấp xã trực thuộc, bao gồm 9 phường: Cẩm An, Cẩm Châu, Cẩm Nam, Cẩm Phô, Cửa Đại, Minh An, Sơn Phong, Tân An, Thanh Hà và 4 xã: Cẩm Hà, Cẩm Kim, Cẩm Thanh, Tân Hiệp (xã đảo nằm trên Cù lao Chàm). Từ ngày 1 tháng 7 năm 2025, khi sáp nhập vào Đà Nẵng, Hội An được sắp xếp thành 3 phường. Cụ thể thành lập phường Hội An trên cơ sở sáp nhập phường Minh An, Cẩm Phô, Sơn Phong, Cẩm Nam, Cẩm Kim. 
Thành lập phường Hội An Đông trên cơ sở sáp nhập phường Cẩm Châu, phường Cửa Đại, xã Cẩm Thanh.

Thành lập phường Hội An Tây trên cơ sở sáp nhập xã Cẩm Hà, phường Thanh Hà, phường Tân An, phường Cẩm An. Bên cạnh đó thành lập xã Tân Hiệp, trên cơ sở xã Tân Hiệp cũ, nơi có đảo Cù lao Chàm.

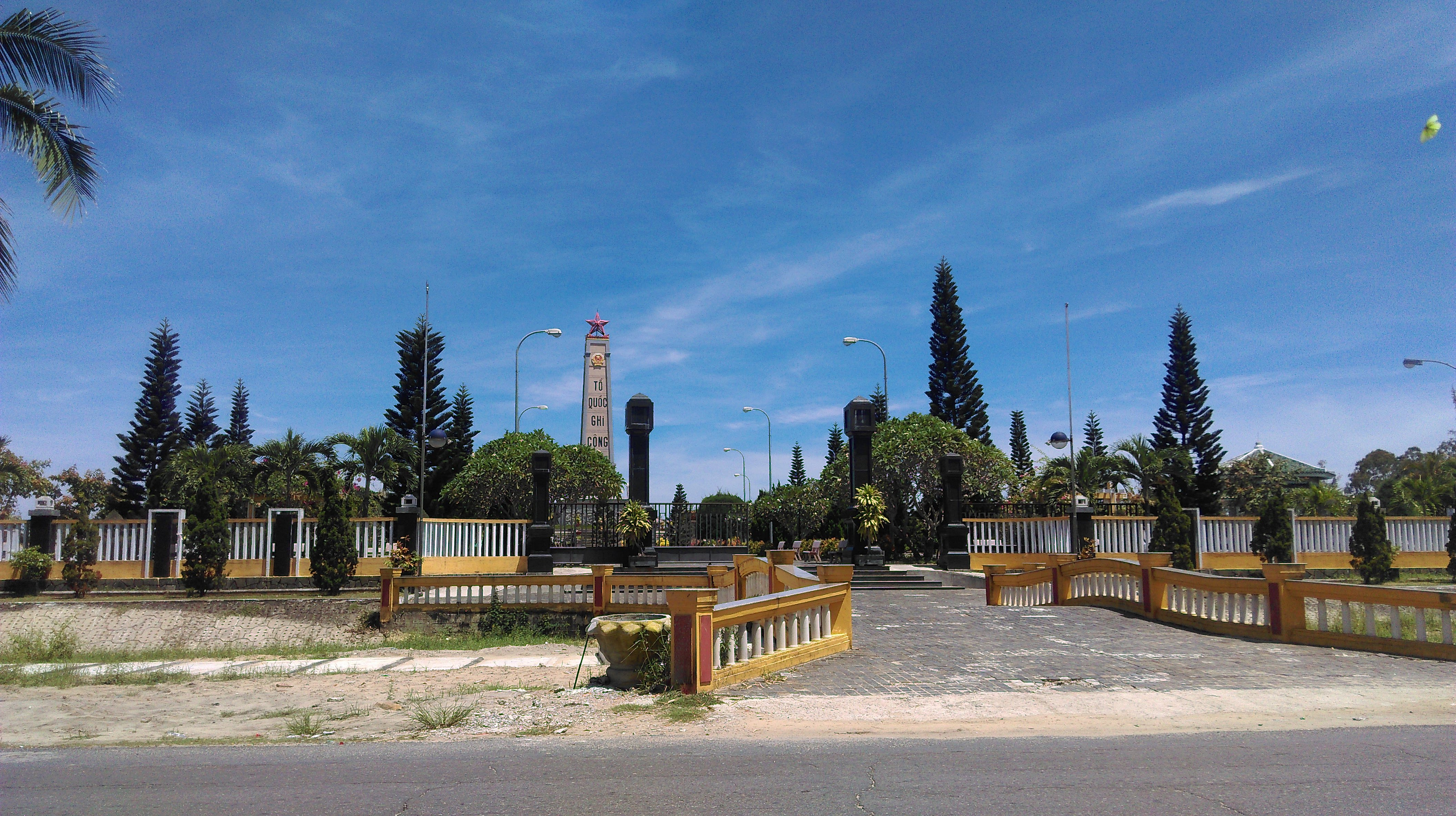
Nghĩa trang Liệt sĩ thành phố Hội An

## Dân cư
Hội An trở thành thành phố vào tháng 1 năm 2008 trên cơ sở toàn bộ diện tích tự nhiên, dân số và các đơn vị hành chính trực thuộc của thị xã Hội An, với 6.148 ha, 122.000 nhân khẩu.
Hiện nay trên địa bàn thành phố Hội An đã và đang hình thành một số khu đô thị mới như khu đô thị Time Hoi An, khu đô thị New Hoi An City, khu đô thị Trảng Kèo...
Theo thống kê năm 2019, thành phố Hội An có diện tích là 61,48 km² và có dân số là 98.599 người: trong đó dân số thành thị là 72.898 người chiếm 75%, dân số nông thôn là 25.701 người chiếm 26%, mật độ dân số đạt 1.604 người/km².
Hội An là đô thị lớn thứ hai của Quảng Nam. Tỷ lệ đô thị hoá của Hội An đã đạt khoảng 75%. 

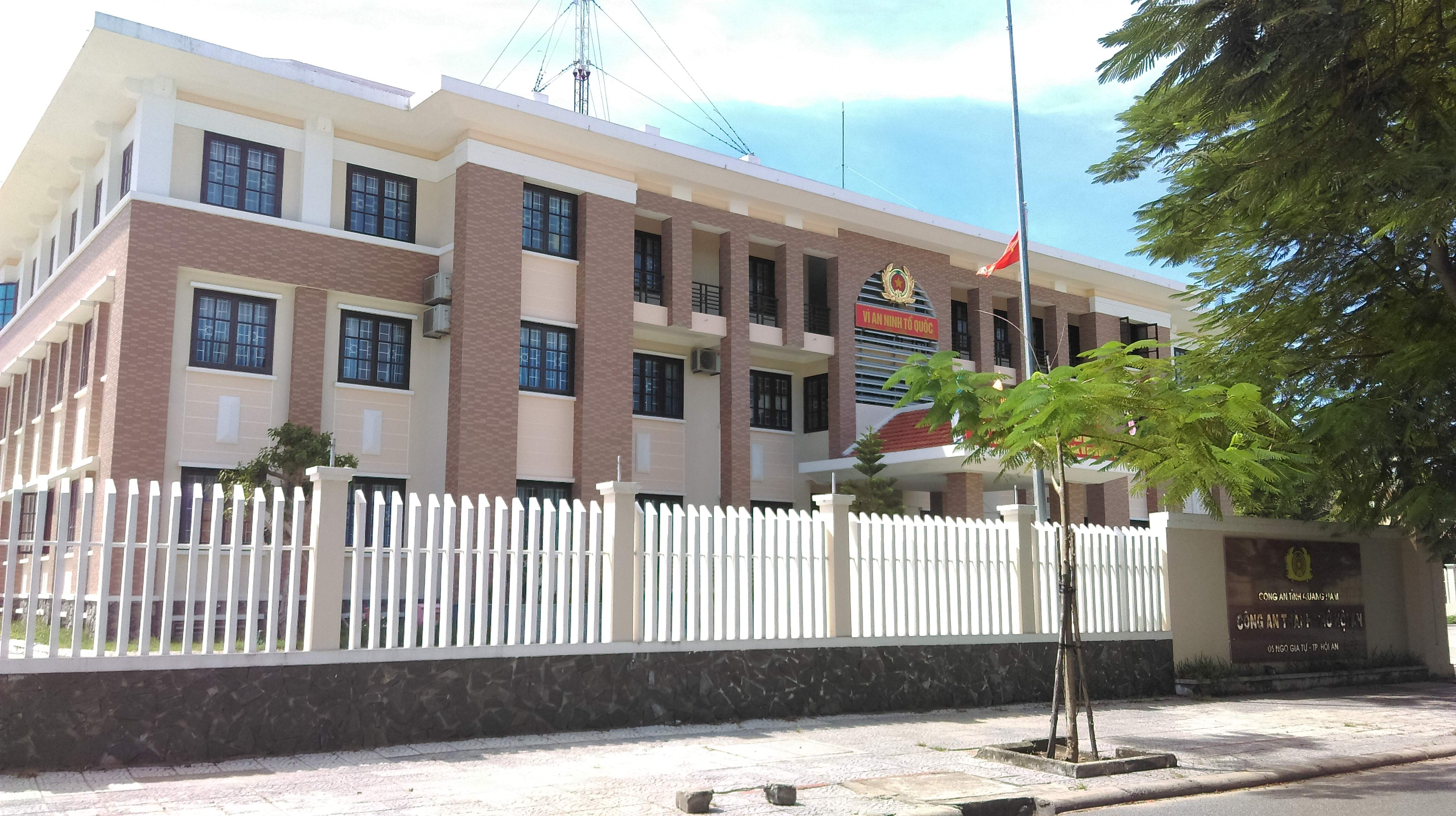
Công an thành phố Hội An

## Kinh tế
Hiện nay chính quyền sở tại đang tích cực khôi phục các di tích, đồng thời phát triển thành một thành phố du lịch.

### Nghề truyền thống

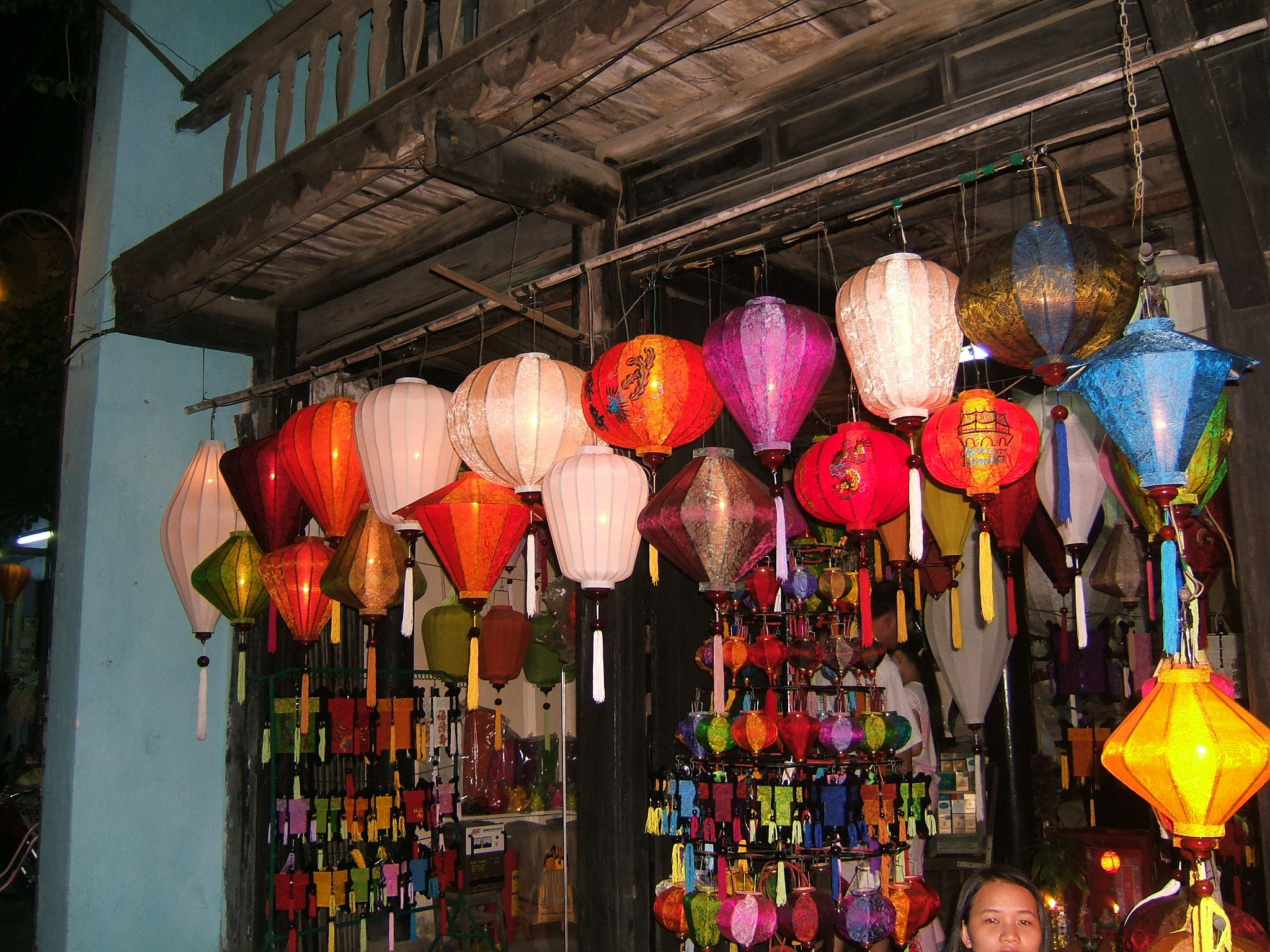
Đèn lồng Hội An, một sản phẩm thủ công của Hội An đã được Cục Sở hữu Trí tuệ Việt Nam bảo hộ nhãn hiệu độc quyền từ năm 2005

Với lịch sử phát triển lâu dài của mình, các cư dân sinh sống ở Hội An đã dần dần phát triển những ngành nghề đa dạng như nghề mộc, làm gốm mỹ nghệ, trồng rau, nghề thuốc, làm lồng đèn.... để phục vụ nhu cầu đời sống của mình, đồng thời cũng làm nên sự phồn thịnh, tấp nập cho cảng thị Hội An từ thế kỷ XVII đến cuối thế kỷ XVIII, đầu thế kỷ XIX.
Nhằm bảo tồn những ngành nghề này, Trung tâm văn hóa thể thao Hội An đã cho xây dựng xưởng sản xuất thủ công mỹ nghệ Hội An tại số 9 đường Nguyễn Thái Học, làm nơi trưng bày cũng như giới thiệu quy trình sản xuất đơn giản các sản phẩm của 12 làng nghề truyền thống trong vùng. Đây cũng là một trong những điểm tham quan thu hút rất nhiều khách du lịch.

#### Làng mộc Kim Bồng
Làng mộc Kim Bồng thuộc xã Cẩm Kim nằm bên kia sông Hội An. Làng Kim Bồng đã nổi tiếng rất lâu với nghề chạm trổ, điêu khắc gỗ.
Nghề Mộc của Làng có nguồn gốc từ miền Bắc. Qua quá trình giao lưu, các nghệ nhân mộc Kim Bồng đã tiếp thu một số nét tinh hoa của các truyền thống điêu khắc chạm trổ Chiêm Thành, Trung Hoa, Nhật Bản... kết hợp với tài hoa điệu nghệ của mình đã làm nên những sản phẩm mang đầy tính mỹ thuật và triết học.Làng vốn rất nổi tiếng về nghề mộc của mình vì hầu hết các kiến trúc cổ kính của Hội An đều do bàn tay tài hoa của cha ông họ dựng nên từ những ngày vàng son của thương cảng mậu dịch quốc tế Hội An.

#### Làng gốm Thanh Hà

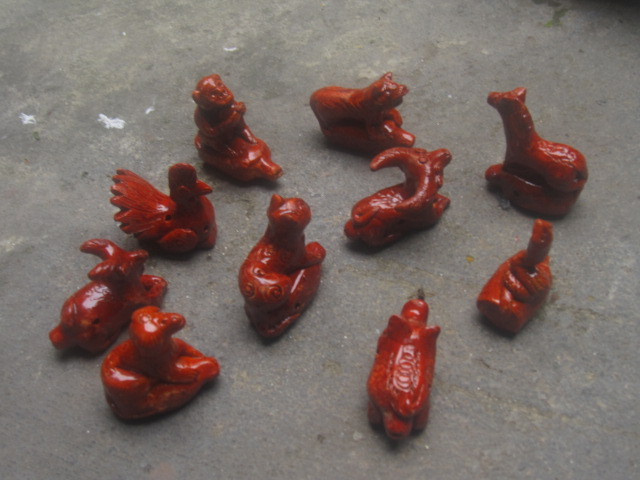
Con vật thổi bằng đất nung - Làng gốm Thanh Hà

Làng gốm Thanh Hà với quá trình phát triển 500 năm, thế mà có lúc người ta đã quên mất rằng Thanh Hà có nghề làm gốm rất độc đáo. Thế nhưng với tâm huyết của những người cao niên trong làng, gốm Thanh Hà lại dần được phục hồi.
Nằm cách Hội An 1,5 km về hướng Tây, vào thế kỷ XVI, XVII, Thanh Hà là một ngôi làng rất thịnh đạt, nổi tiếng về các mặt hàng gốm, đất nung được trao đổi, bán buôn khắp các tỉnh miền Trung Việt Nam. Nghề gốm của làng có nguồn gốc xuất xứ từ Thanh Hóa, sau khi đã tiếp thu được một số vốn luyến kỹ thuật thì làng đã hình thành một làng gốm như ngày nay.

#### Làng rau Trà Quế
Nằm cách trung tâm Hội An khoảng 3 km về hướng Tây bắc và cách TP Đà Nẵng chưa đến 20 km về phía Nam, làng rau Trà Quế hiện có 220 hộ gia đình làm nghề nông nghiệp, trong đó có 130 hộ chuyên trồng rau luân canh, xen canh trên diện tích 40 héc ta. Từ xưa đến nay, làng rau Trà Quế nổi tiếng vì có trên 20 chủng loại rau ăn lá và rau gia vị, đặc biệt là có nhiều loại rau không nơi nào thơm ngon bằng như húng, é, tía tô... Khi trộn lẫn các loại rau vào nhau sẽ hội đủ 5 vị cay, chua, ngọt, đắng, chát.

#### Làng đúc đồng Phước Kiều
Vị trí của làng nghề: Nằm dọc theo Quốc lộ 1, xã Điện Phương, thị xã Điện Bàn, tỉnh Quảng Nam. Từ phố cổ Hội An đi khoảng 30 phút ra Quốc lộ 1, đến xã Điện Phương, gần cầu Câu Lâu cũ.
Làng đúc đồng Phước Kiều là một trong số những làng nghề truyền thống nổi tiếng đất Quảng Nam.
Đi dọc theo Quốc lộ 1 thuộc địa phận xã Điện Phương, dọc hai bên đường du khách có thể nhìn thấy rất nhiều các cửa hàng trưng bày rất nhiều sản phẩm của làng nghề rất tinh xảo và mang đầy tính chất dân tộc.
Theo ghi chép lịch sử (Việt Nam gia phả), làng nghề được hình thành từ thế kỷ thứ XVI, khi ông Dương Không Lộ, quê xã Đề Kiều, Tổng Bình Quân, châu Thất Truyền, phủ Tường Khánh, tỉnh Lạng Sơn; Trên bước đường đi làm ăn đã đặt chân đến phủ Điện Bàn khai khẩn 10 mẫu đất hoang để làm nghề đúc đồng, đổi tên là làng Phước Kiều. Và từ đó đến này cùng với bao biến động, thăng trầm của đất nước làng nghề vẫn được duy trì và phát triển cho đến ngày nay.

## Văn hóa

### Bảo tàng Lịch sử Văn hóa
Địa chỉ: 07 Nguyễn Huệ, phường Sơn Phong, thành phố Hội An, tỉnh Quảng Nam

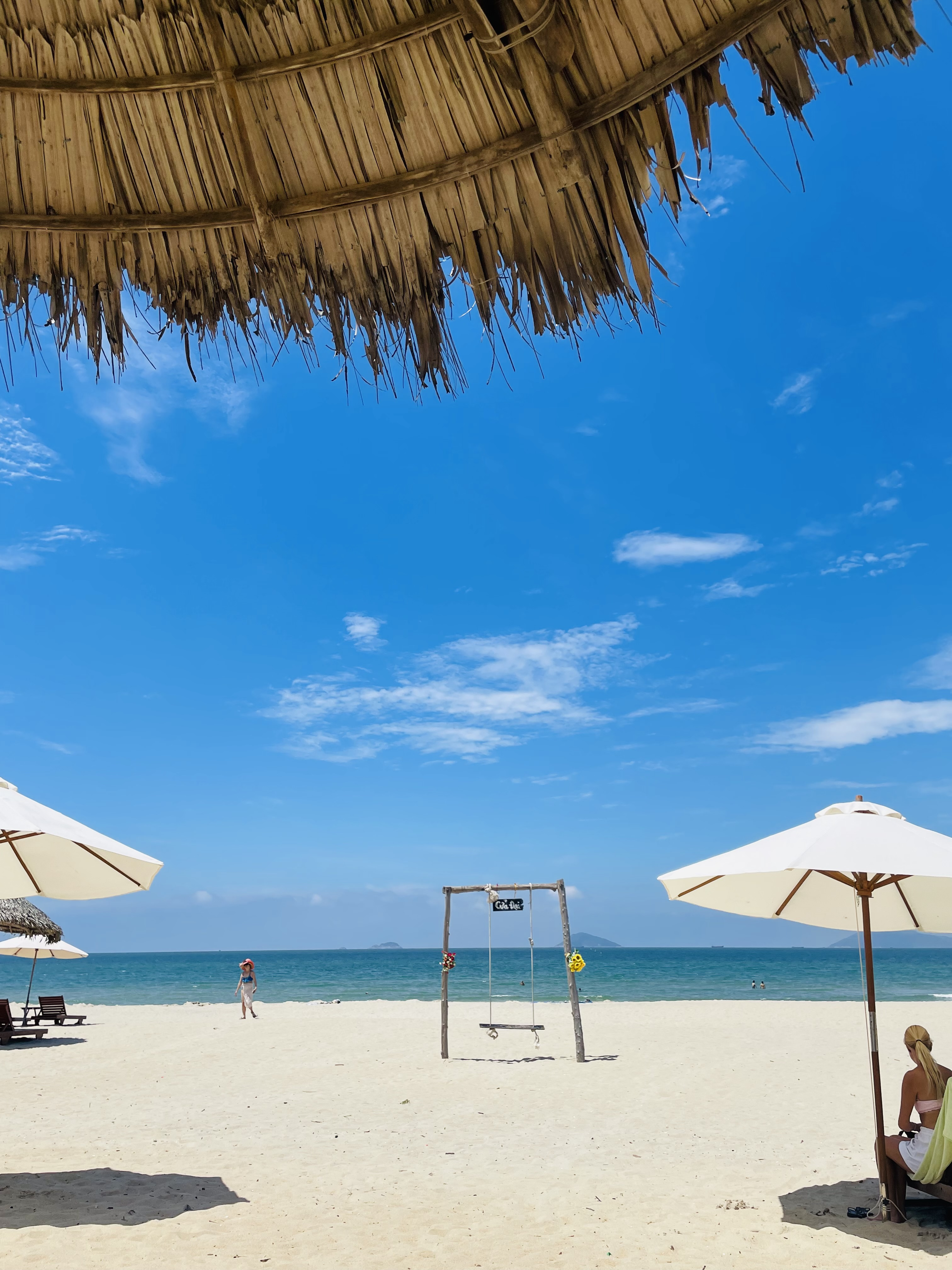
Bãi biển Cửa Đại

Được thành lập vào năm 1989, bảo tàng trưng bày 212 hiện vật gốc và tư liệu có giá trị bằng gốm, sứ, đồng, sắt, giấy, gỗ... phản ánh các giai đoạn phát triển của đô thị - thương cảng Hội An từ thời kỳ văn hòa Sa Huỳnh (từ thế kỷ thứ II công nguyên) đến thời kỳ văn hoá Chăm Pa (từ thế kỷ II đến thế kỷ XV) và văn hóa Đại Việt (từ thế kỷ XV đến thế kỷ XIX). Đến thăm bảo tàng lịch sử văn hóa Hội An, du khách sẽ có được cái nhìn tổng quát về tiến trình lịch sử cũng như bề dày văn hóa của đô thị cổ.

### Bảo tàng Gốm sứ Mậu Dịch
Địa chỉ: 80 Trần Phú, phường Minh An, thành phố Hội An, tỉnh Quảng Nam
Được xây dựng vào năm 1995, bảo tàng lưu giữ trên 430 hiện vật gốm sứ có niên đại từ thế kỷ VIII đến thế kỷ XVIII. Hầu hết các hiện vật là gốm sứ mậu dịch có nguồn gốc từ Cận Trung Đông, Ấn Độ, Trung Hoa, Nhật Bản, Thái Lan, Việt Nam... minh chứng cho vai trò quan trọng của thương cảng Hội An trong mạng lưới mậu dịch gốm sứ trên biển vào các thế kỷ trước, đồng thời cũng cho thấy quan hệ giao lưu văn hoá- kinh tế quốc tế đã từng diễn ra rất mạnh mẽ ở Hội An.

### Bảo tàng văn hóa Sa Huỳnh

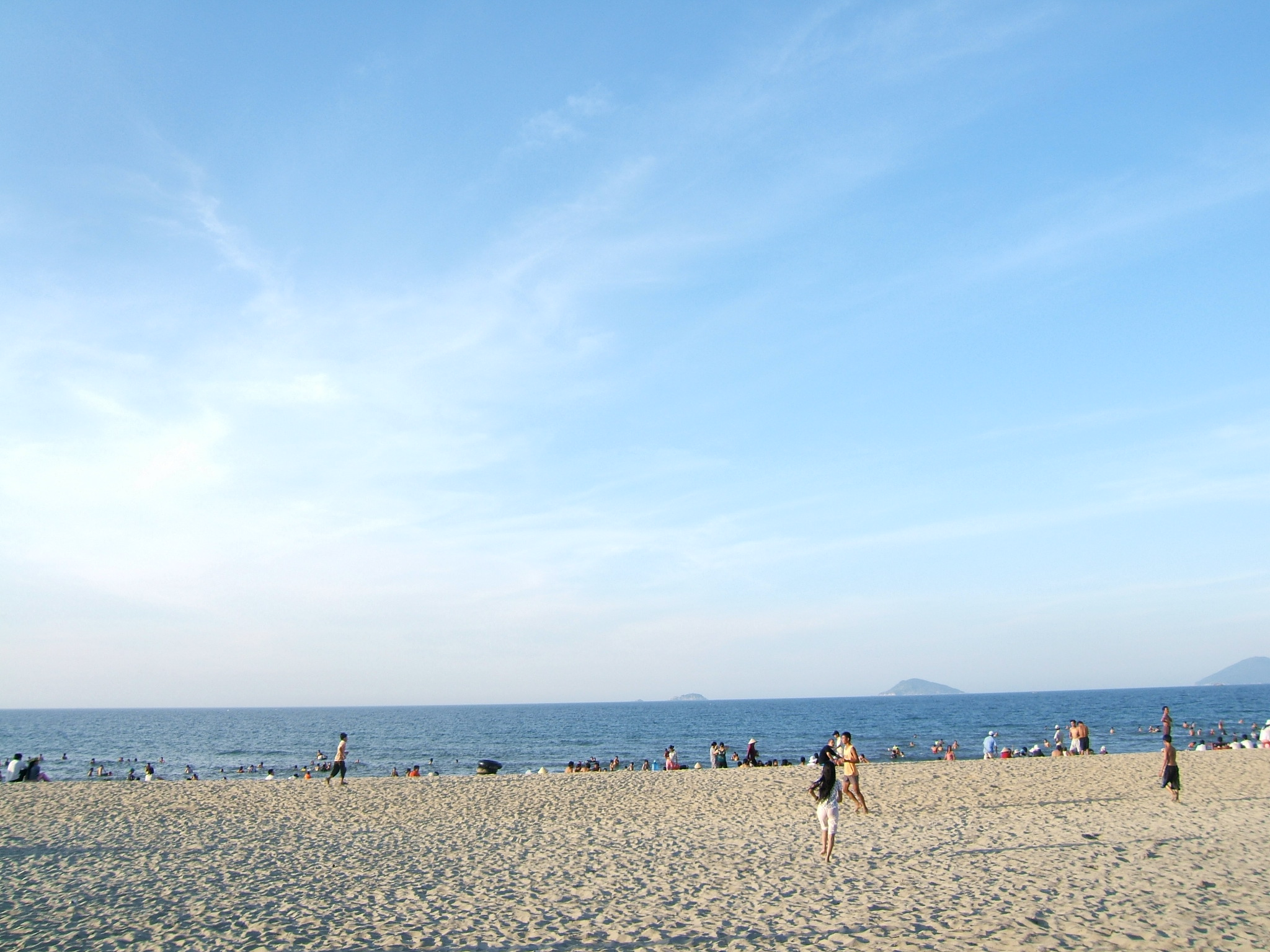
Bãi biển Cửa Đại, một trong những thắng cảnh của Hội An

Địa chỉ: 149 Trần Phú, phường Minh An, thành phố Hội An, tỉnh Quảng Nam
Bảo tàng là nơi cung cấp những thông tin phong phú về cư dân cổ thuộc hệ văn hoá Sa Huỳnh - chủ nhân cảng thị Hội An sơ khai từng có quan hệ giao lưu Trung Hoa, Ấn Độ và các quốc gia Đông Nam Á. Tại đây trưng bày 216 hiện vật văn hoá Sa Huỳnh có niên đại trên dưới 2000 năm được phát hiện qua các đợt khảo sát, khai quật khảo cổ học tại các địa điểm: Hậu Xá, Thanh Chiêm, An Bàng, Xuân Lâm... từ năm 1989 đến năm 1994.
Các hiện vật tại bảo tàng được đánh giá là bộ sưu tập độc đáo nhất của Việt Nam hiện nay về văn hoá Sa Huỳnh.

### Ẩm thực
Năm 2011, trang du lịch trực tuyến nổi tiếng thế giới Tripadvisor bình chọn và công bố danh sách 10 điểm đến có ẩm thực hấp dẫn nhất châu Á, trong đó các món ăn truyền thống của Hội An được xếp ở vị trí thứ 6.
Theo mô tả của Tripadvisor, các món ăn truyền thống nổi tiếng của Hội An như: cao lầu, mì Quảng, bánh xèo chiên giòn, bánh "hoa hồng trắng" rất sang trọng và quyến rũ cả trong hương vị cũng như cách trình bày, làm mê hoặc du khách quốc tế. Những du khách nào chưa thưởng thức hương vị đặc trưng của các món ăn này thì xem như chưa từng đến Hội An.

## Hình ảnh

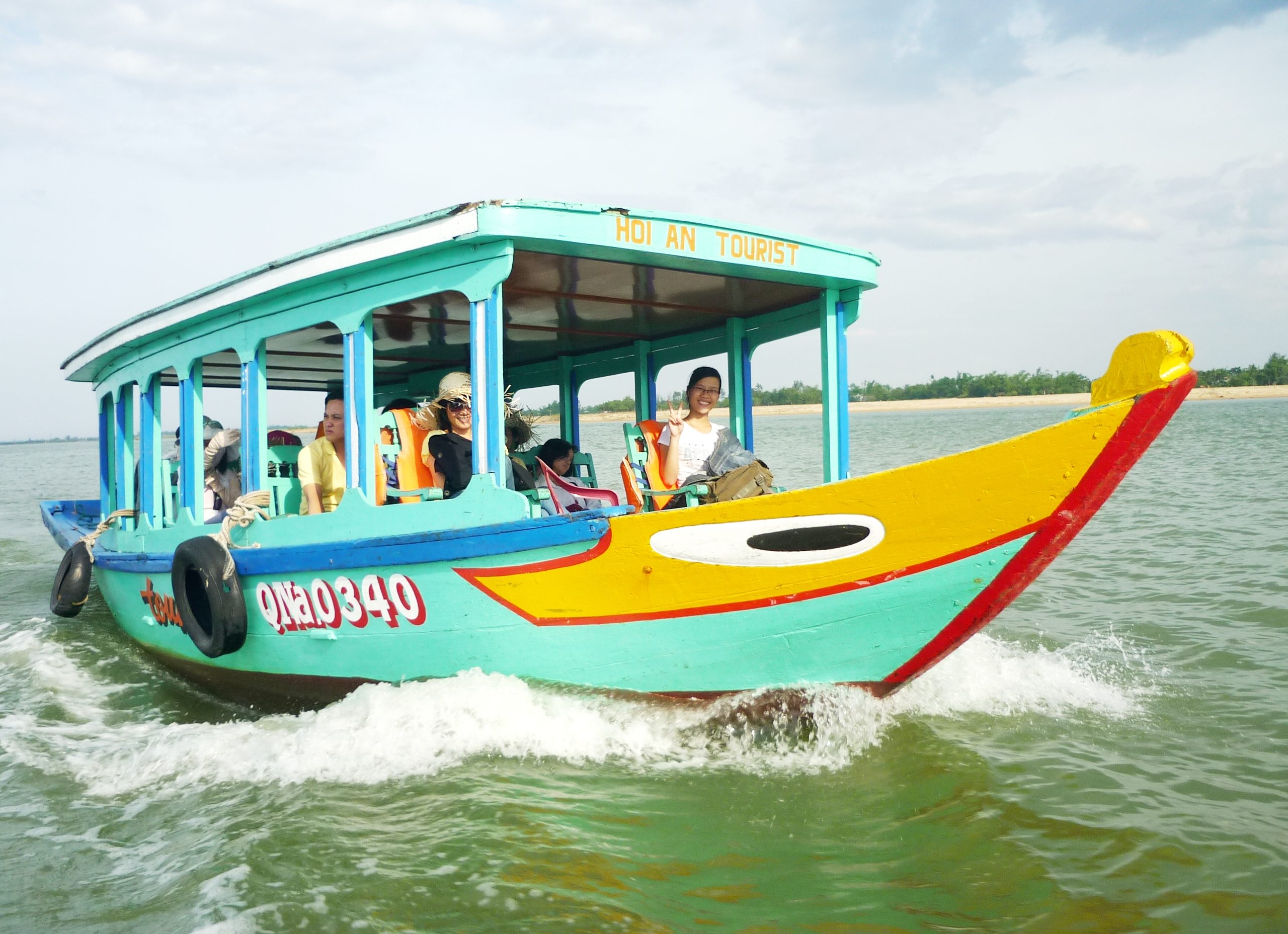
Vượt sóng Hội An
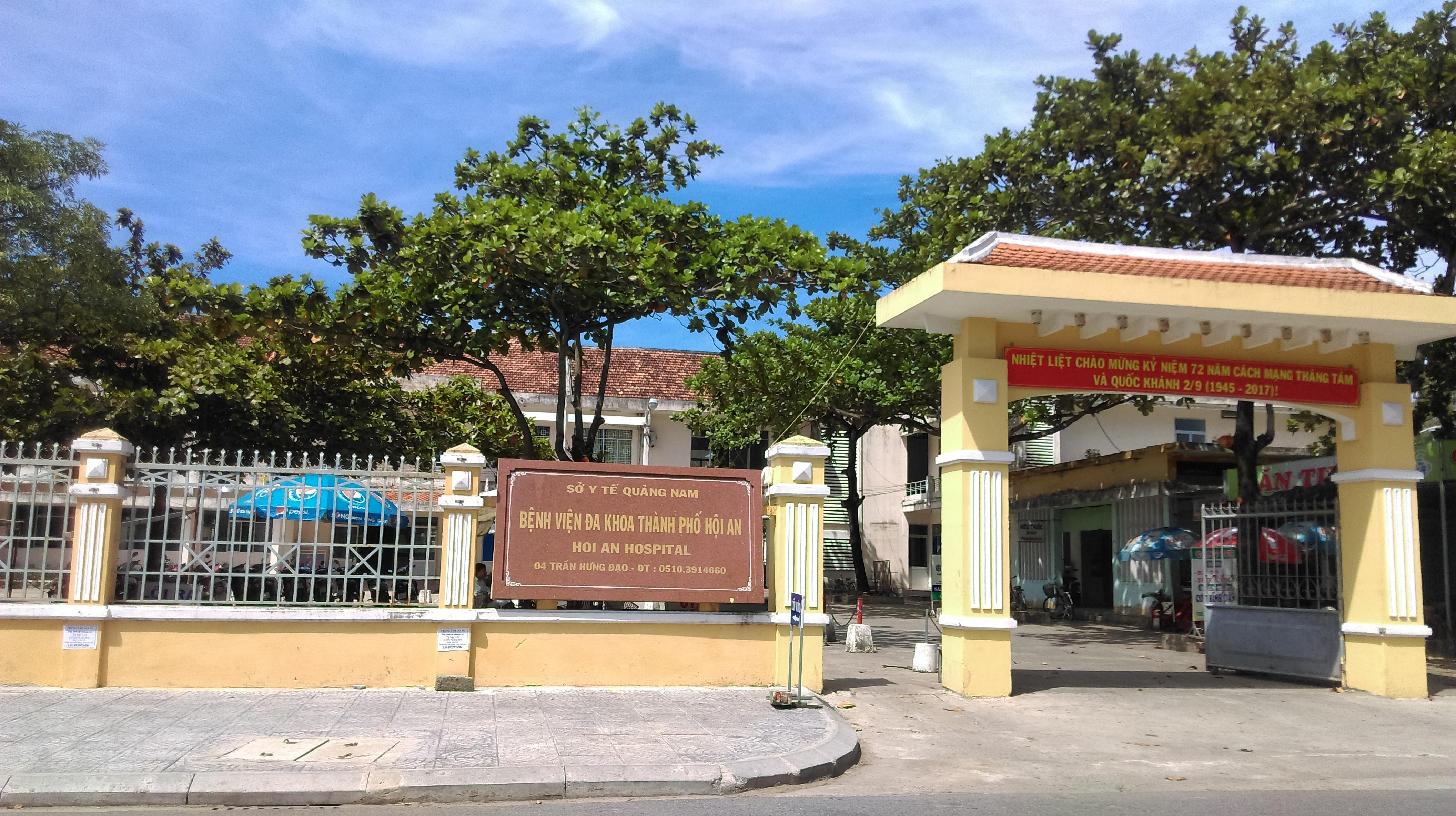
Bệnh viện Đa khoa thành phố Hội An
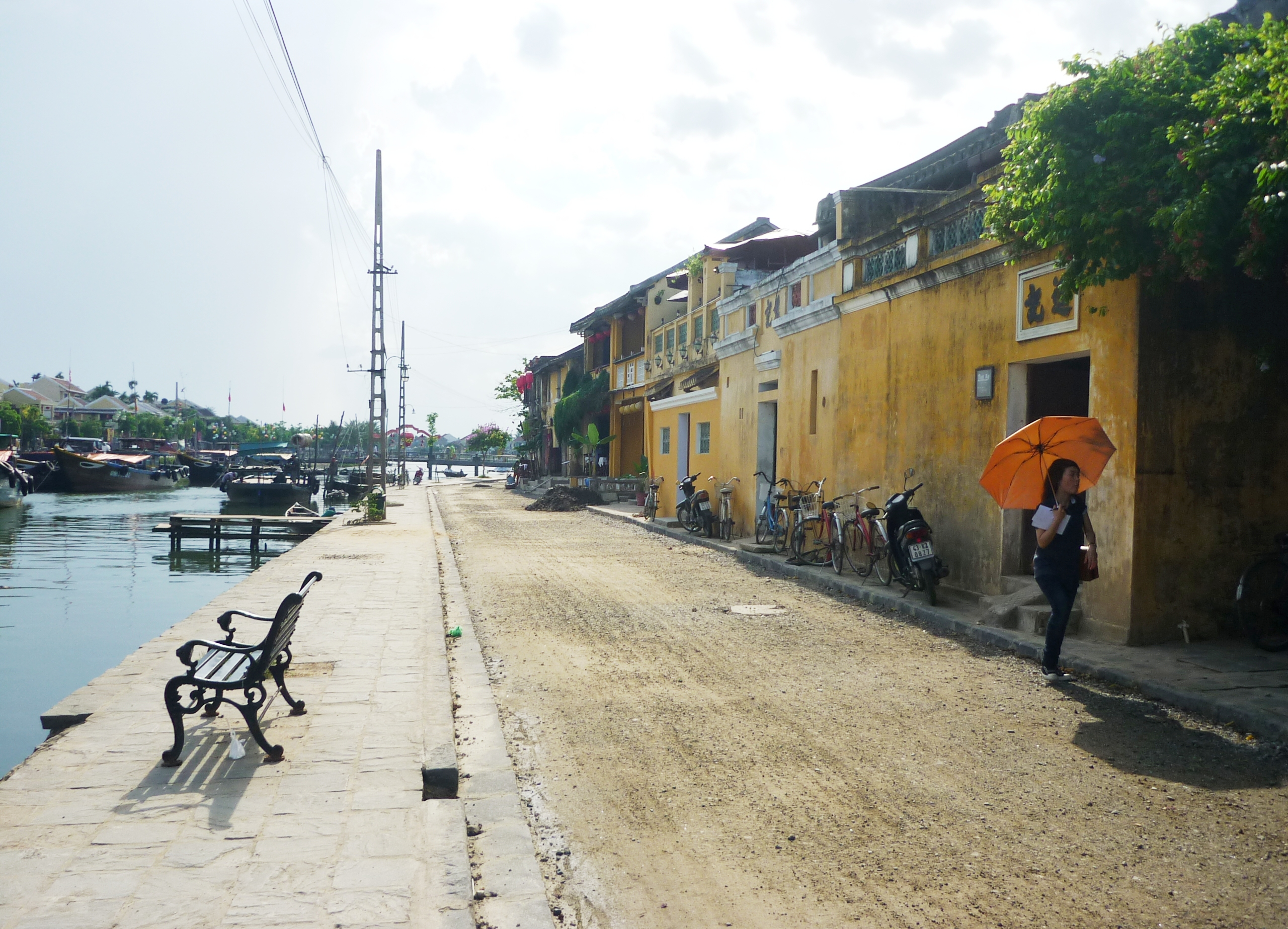
Một góc phố cổ Hội An
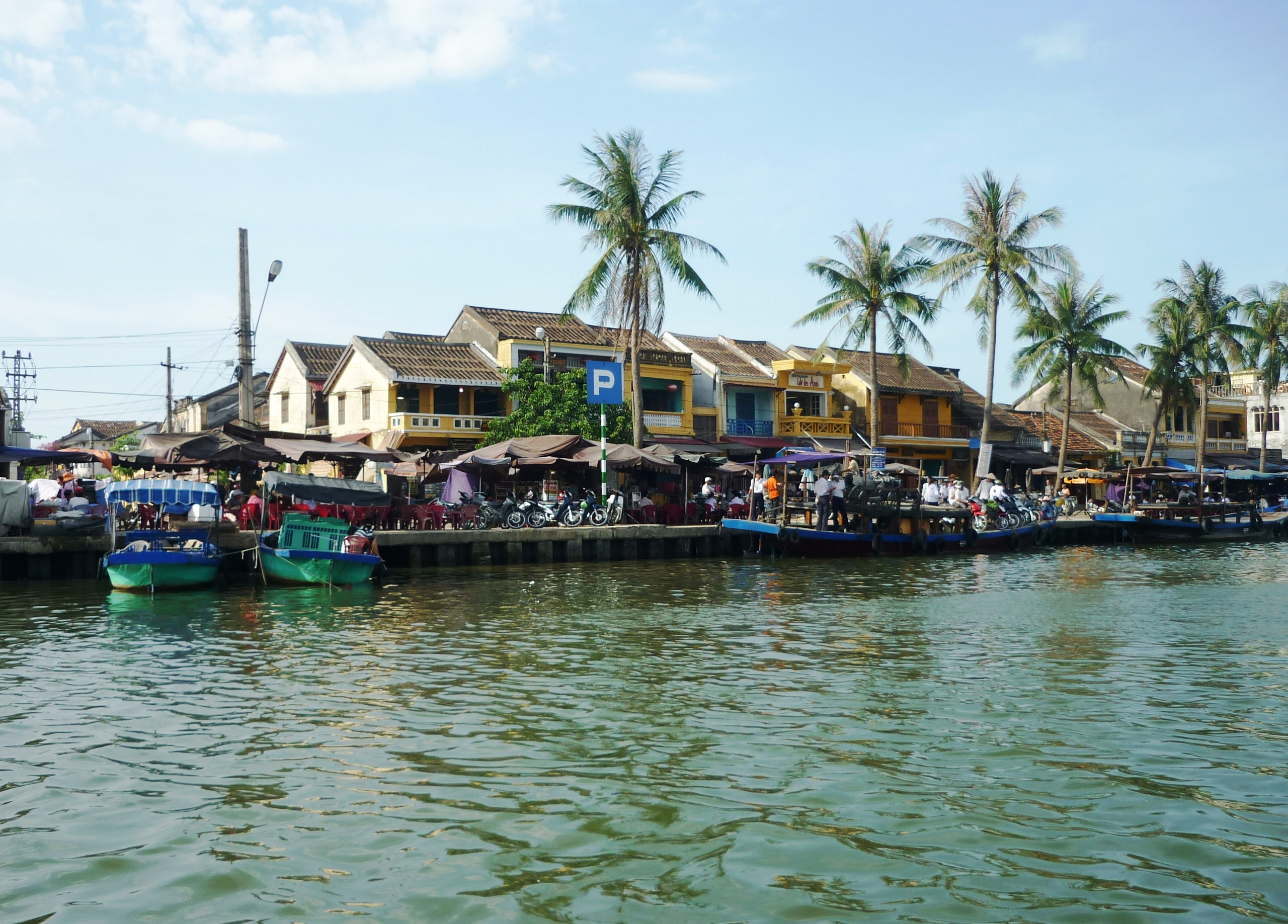
Thương cảng Hội An
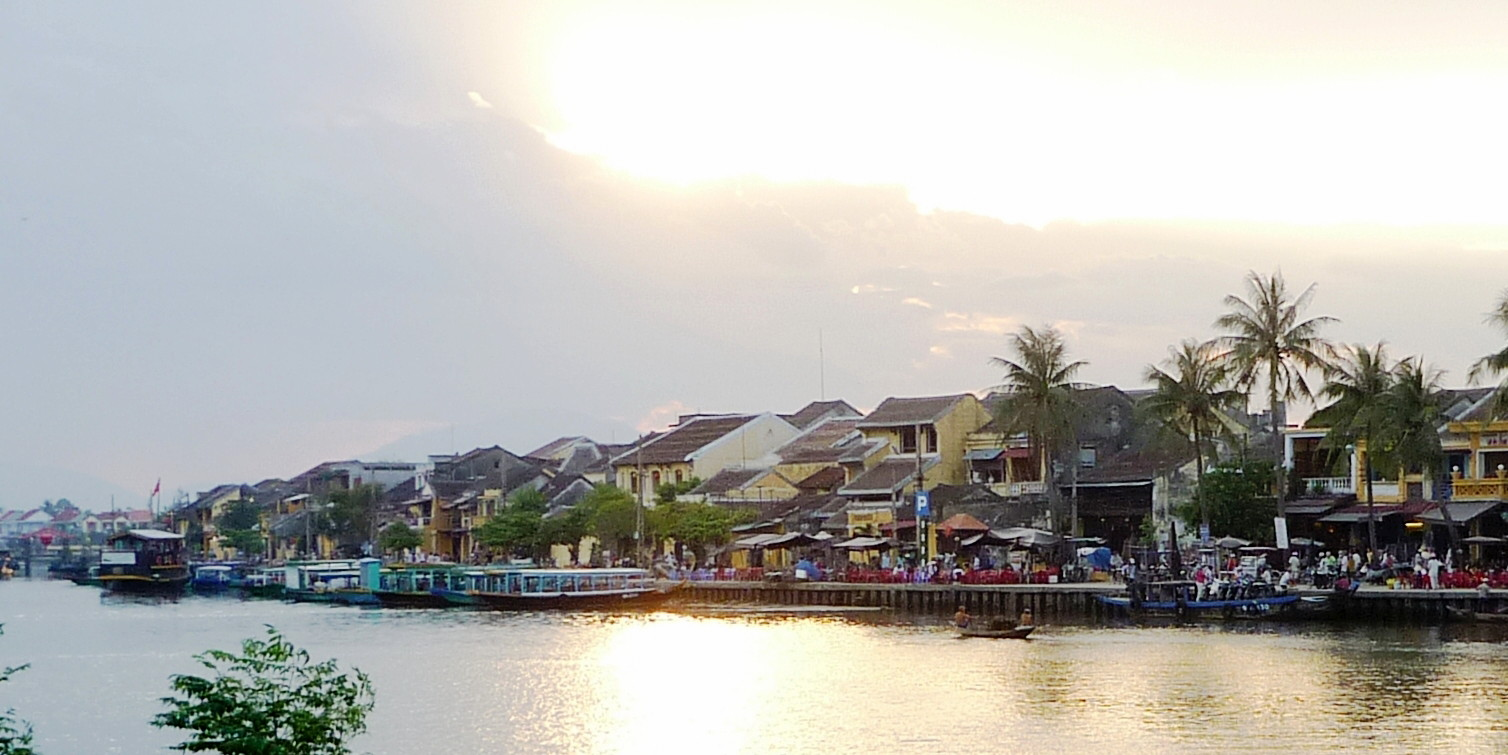
Chiều Hội An
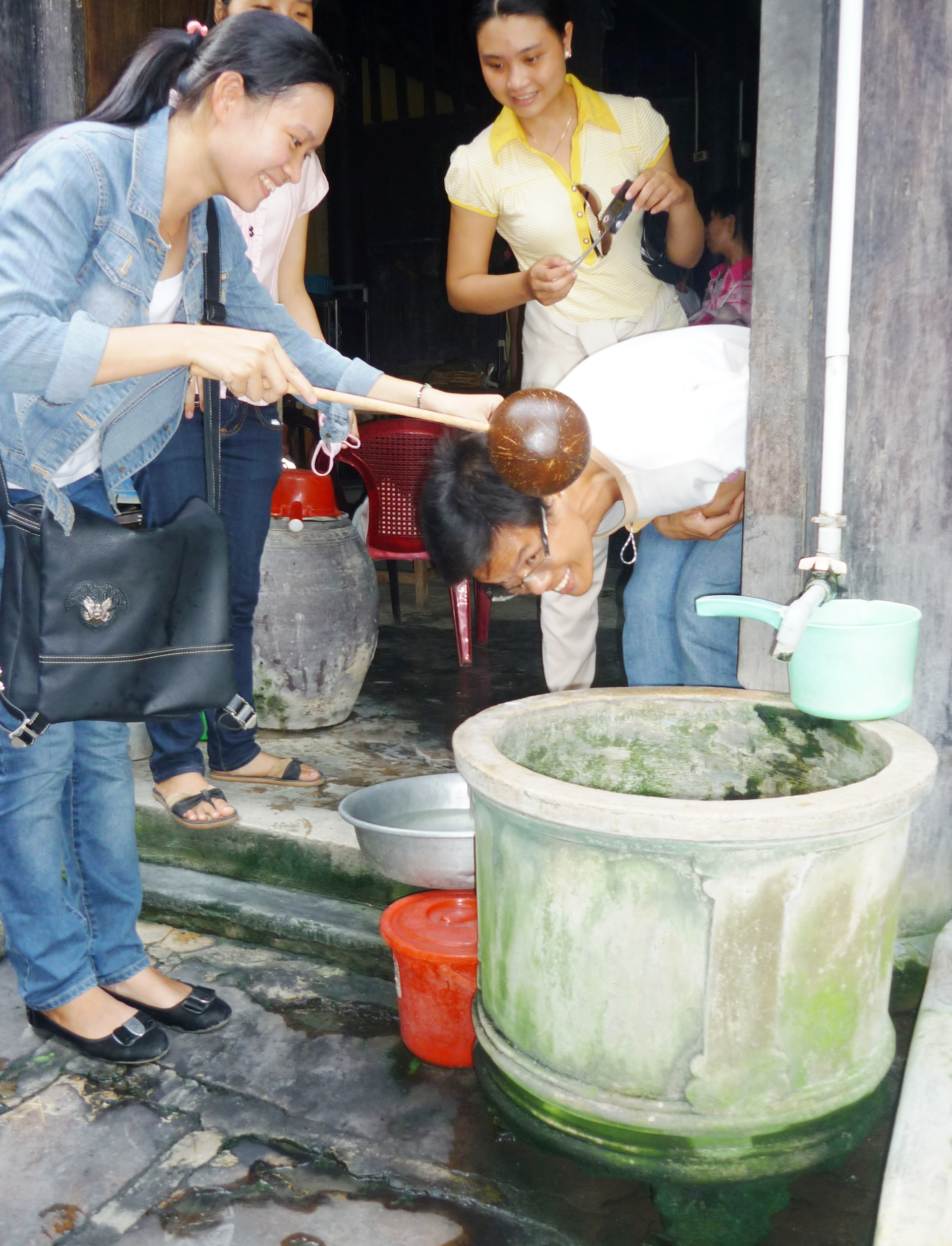
Lối sinh hoạt cũ ở nhà cổ Hội An
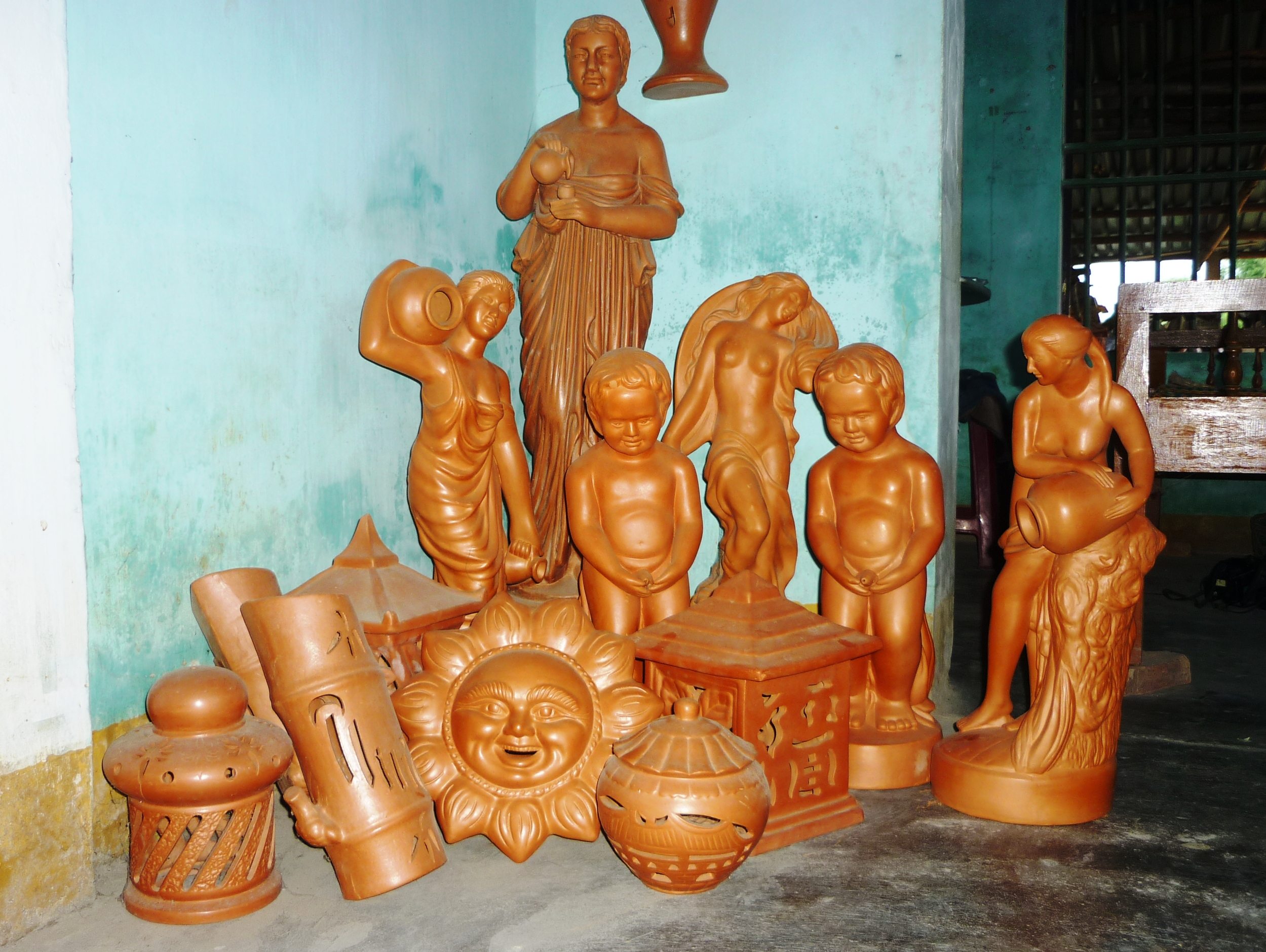
Sản phẩm làng gốm Thanh Hà hình 1
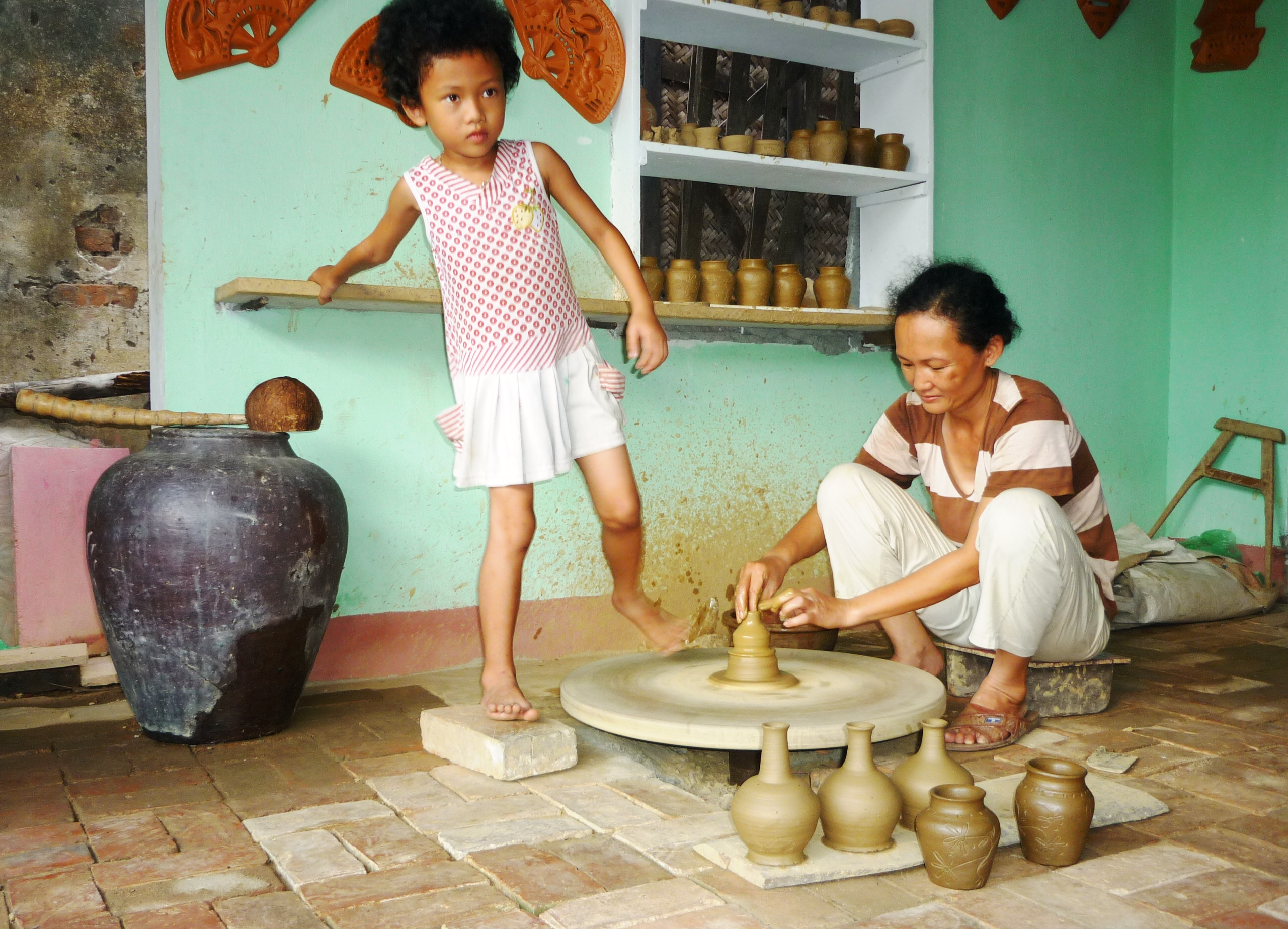
Nghệ nhân làng gốm Thanh Hà hình 1
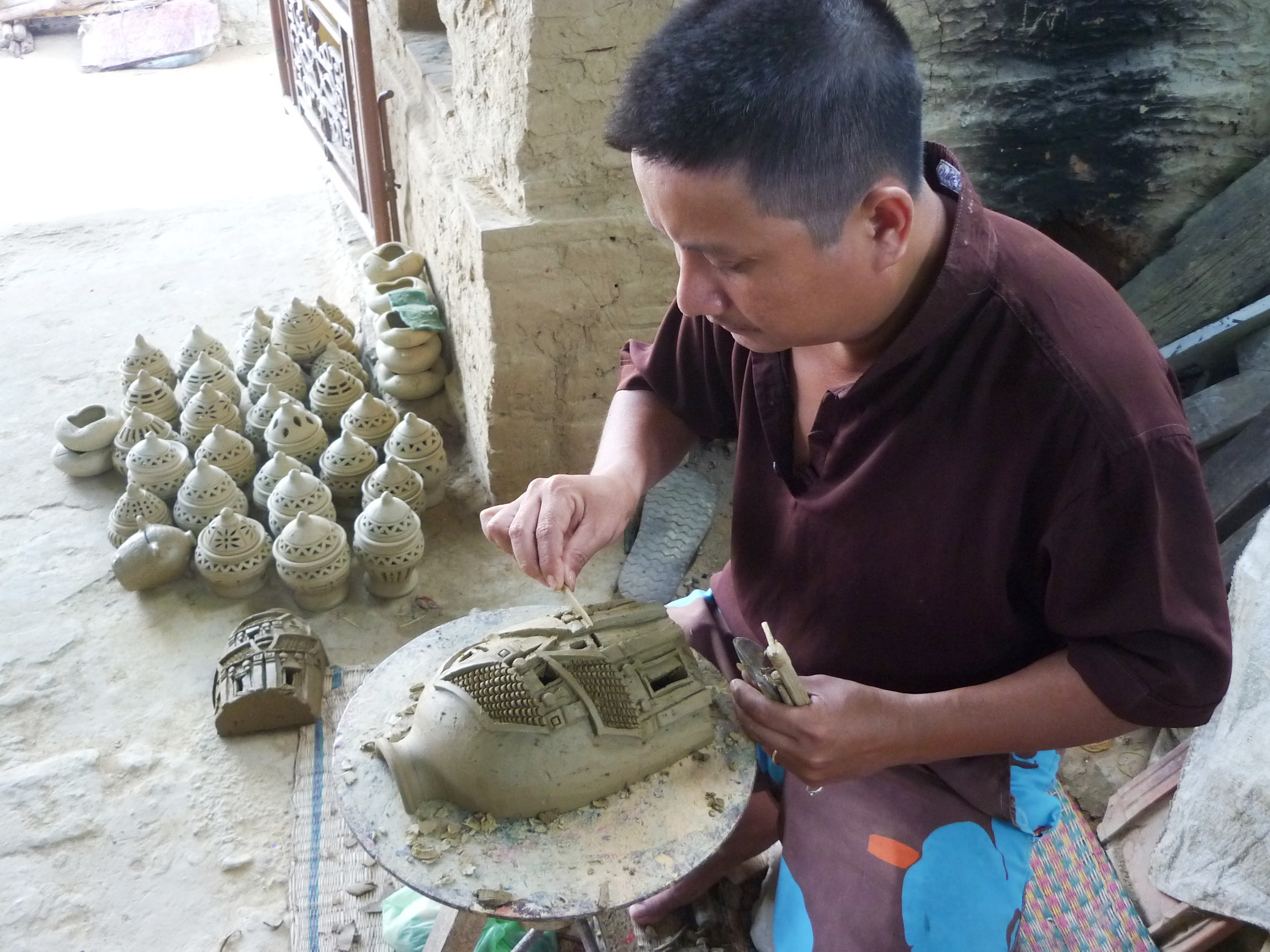
Nghệ nhân làng gốm Thanh Hà hình 2
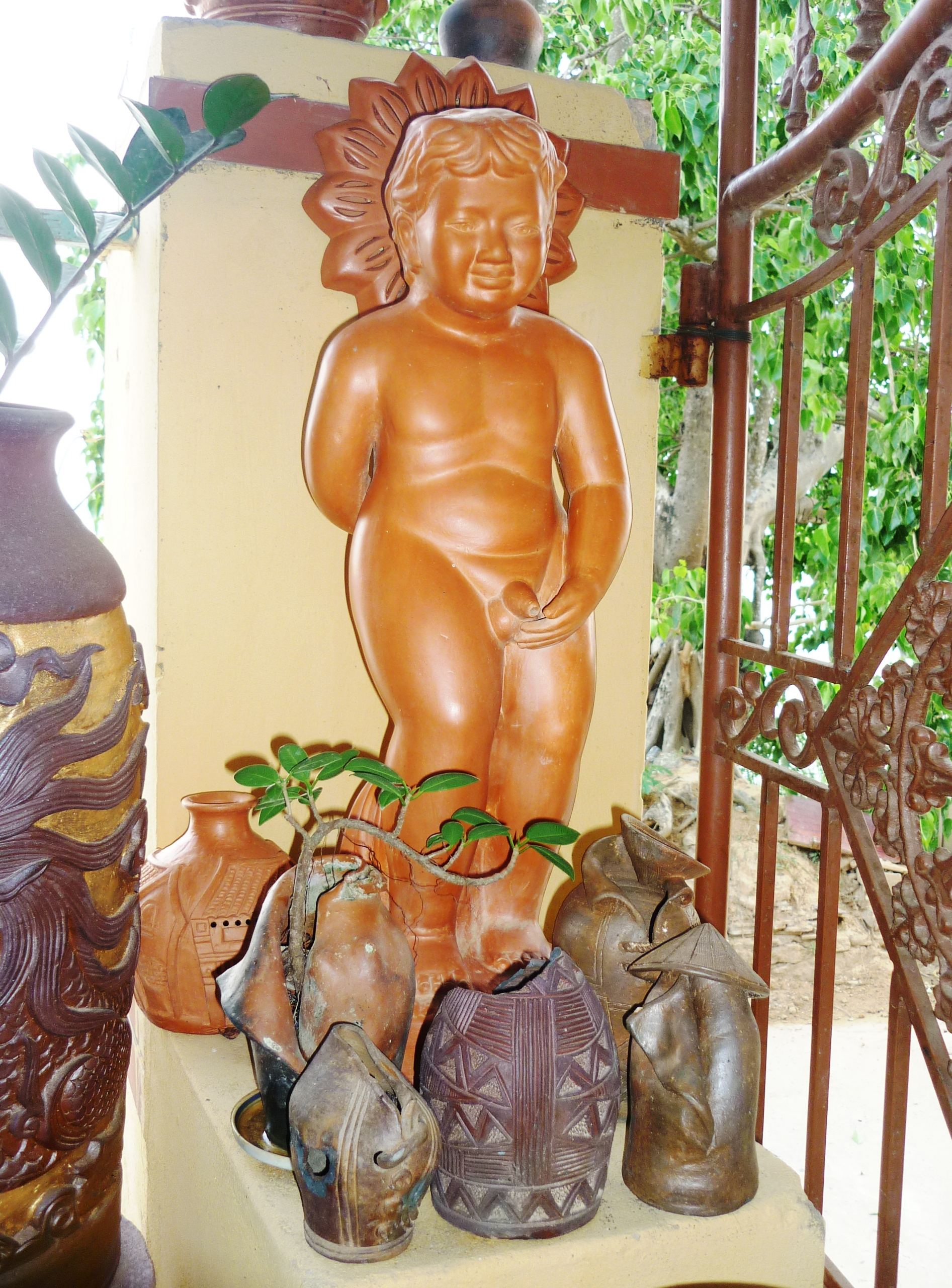
Sản phẩm làng gốm Thanh Hà hình 2
Du khách tại cổng Làng mộc Kim Bồng
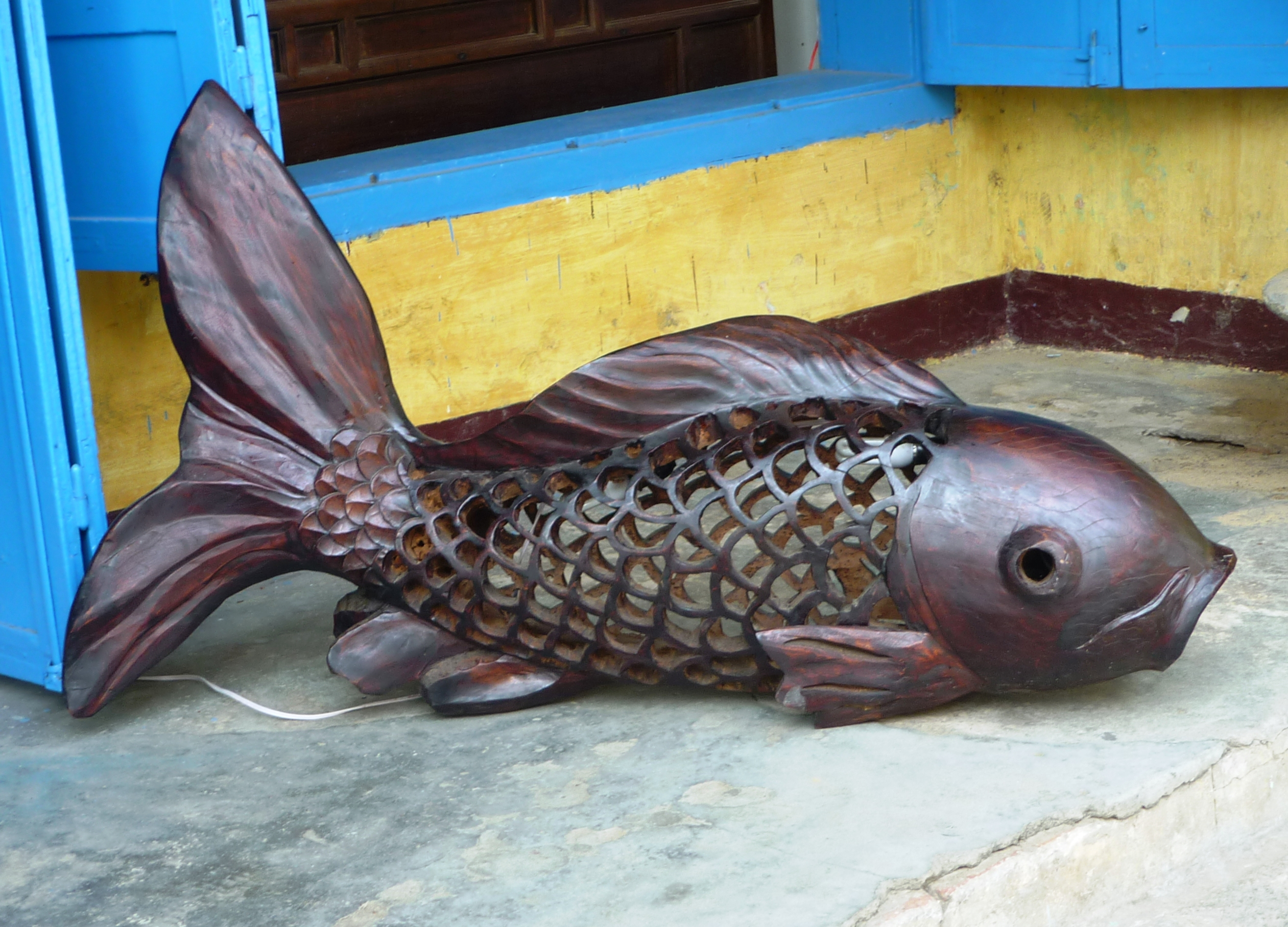
Sản phẩm làng mộc Kim Bồng hình 1
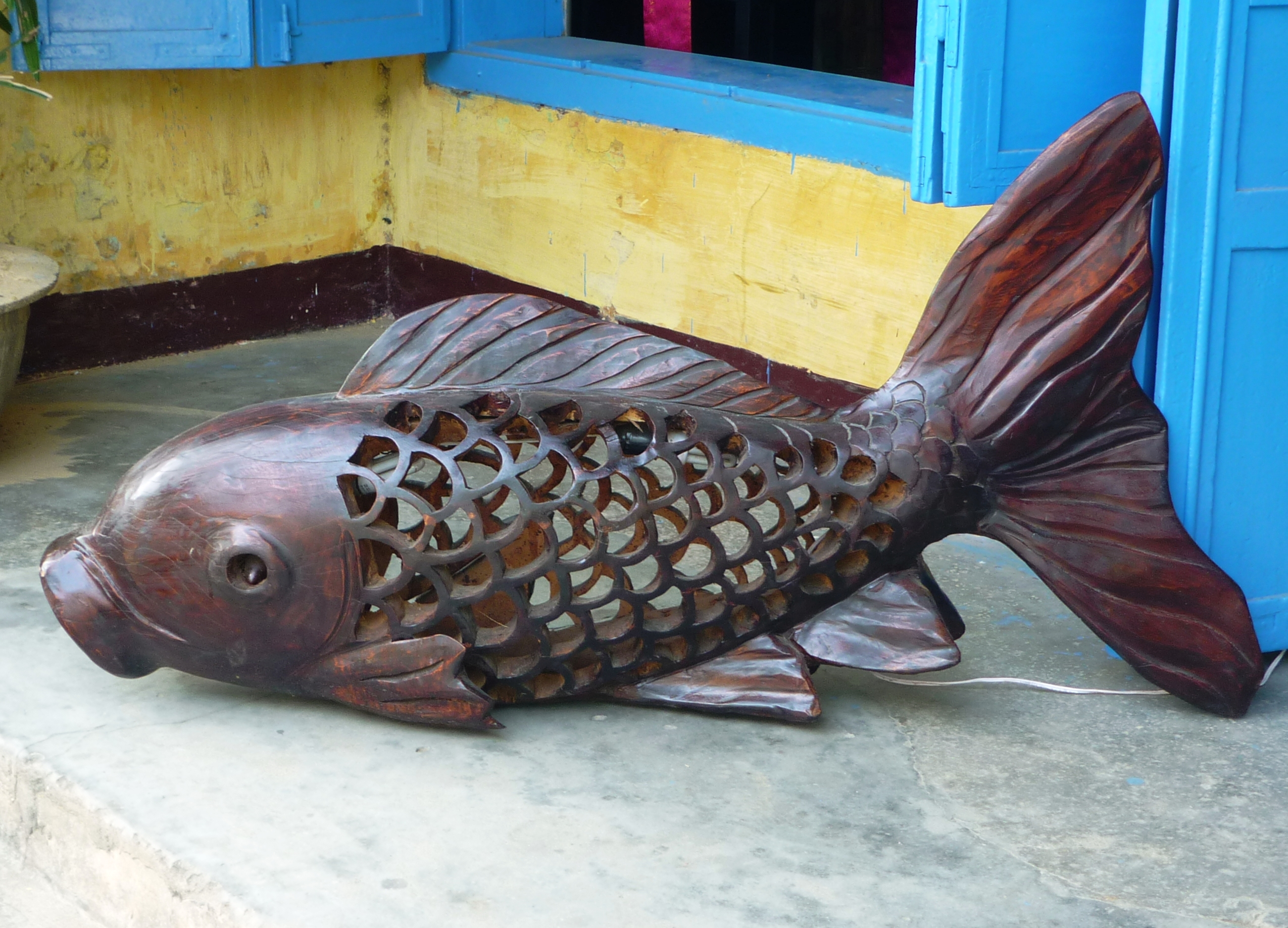
Sản phẩm làng mộc Kim Bồng hình 2
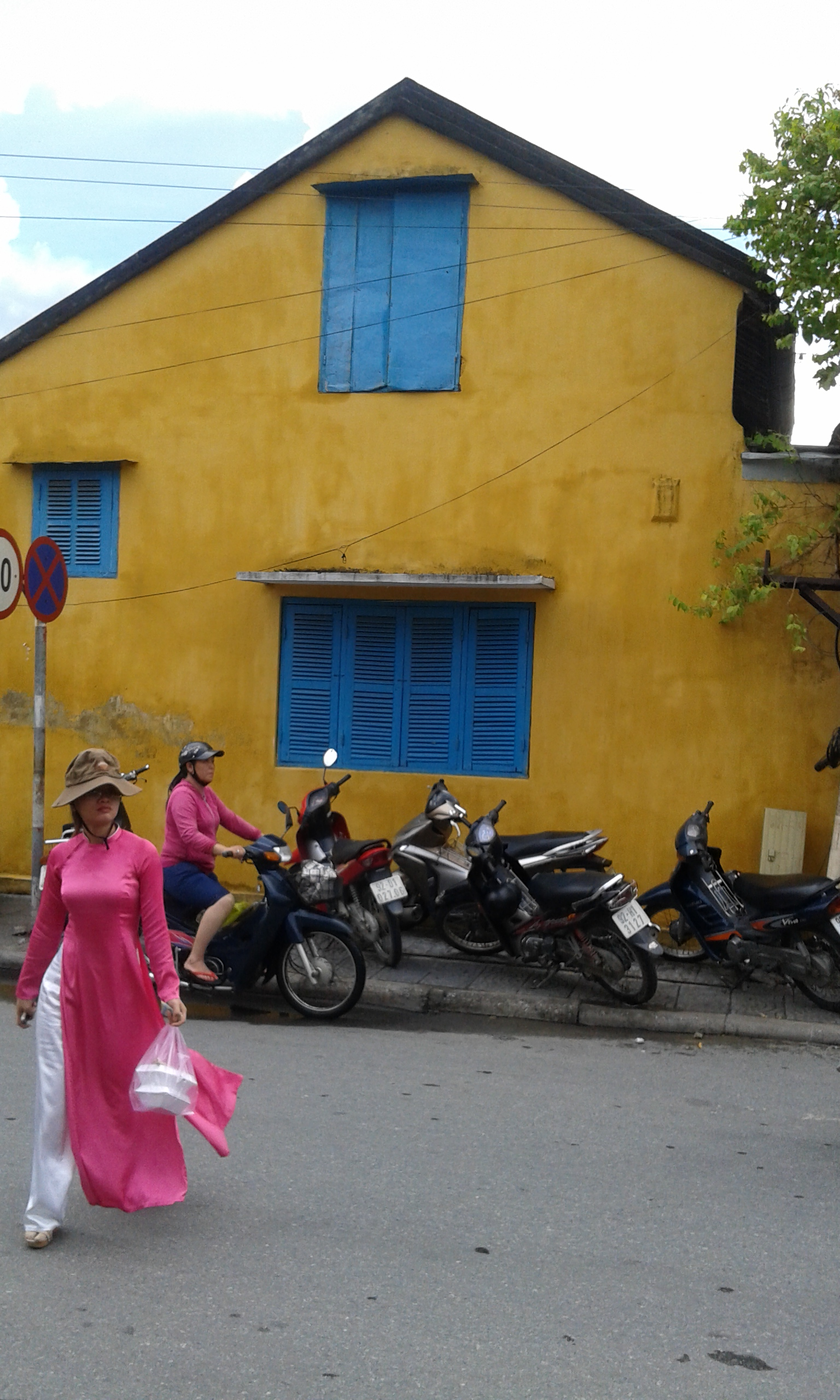
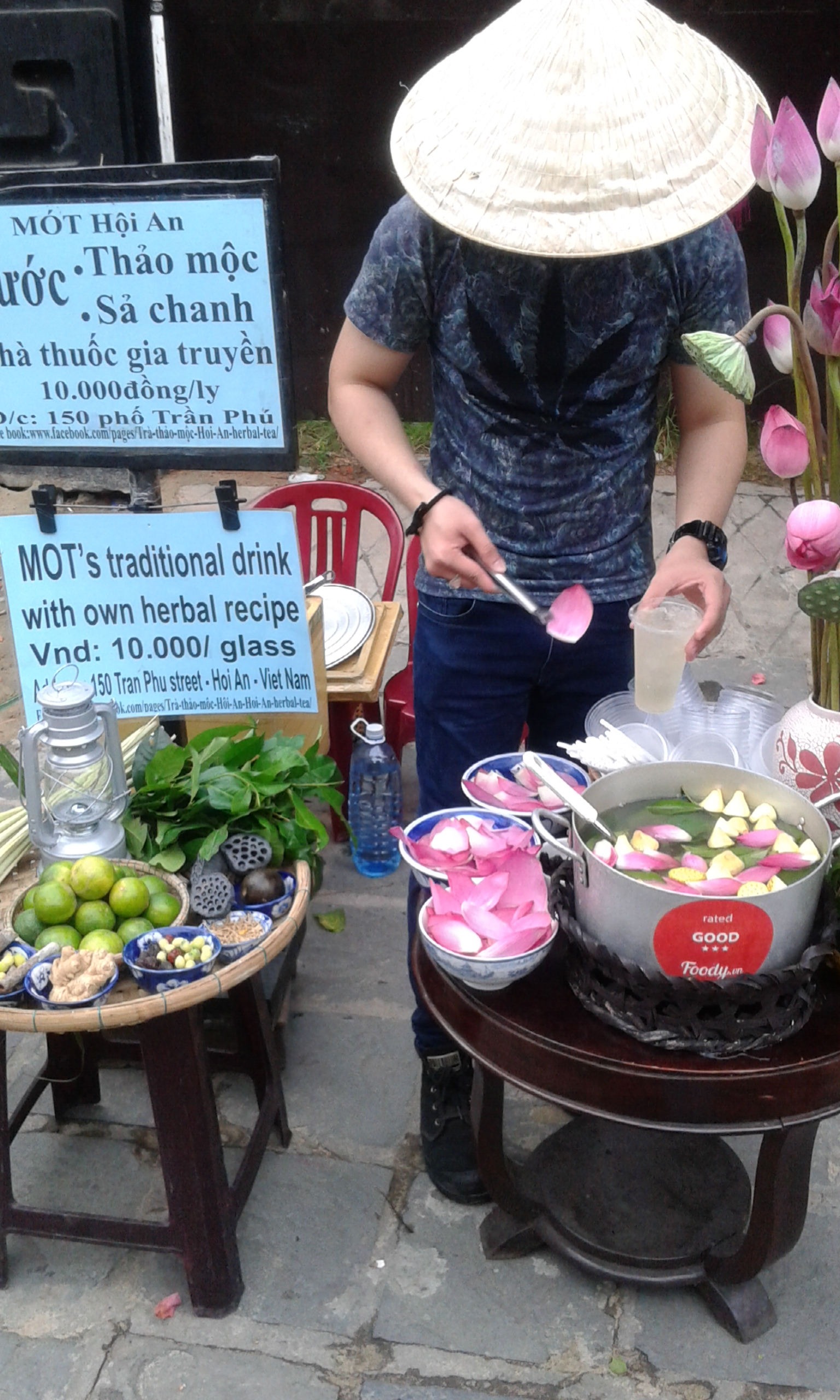
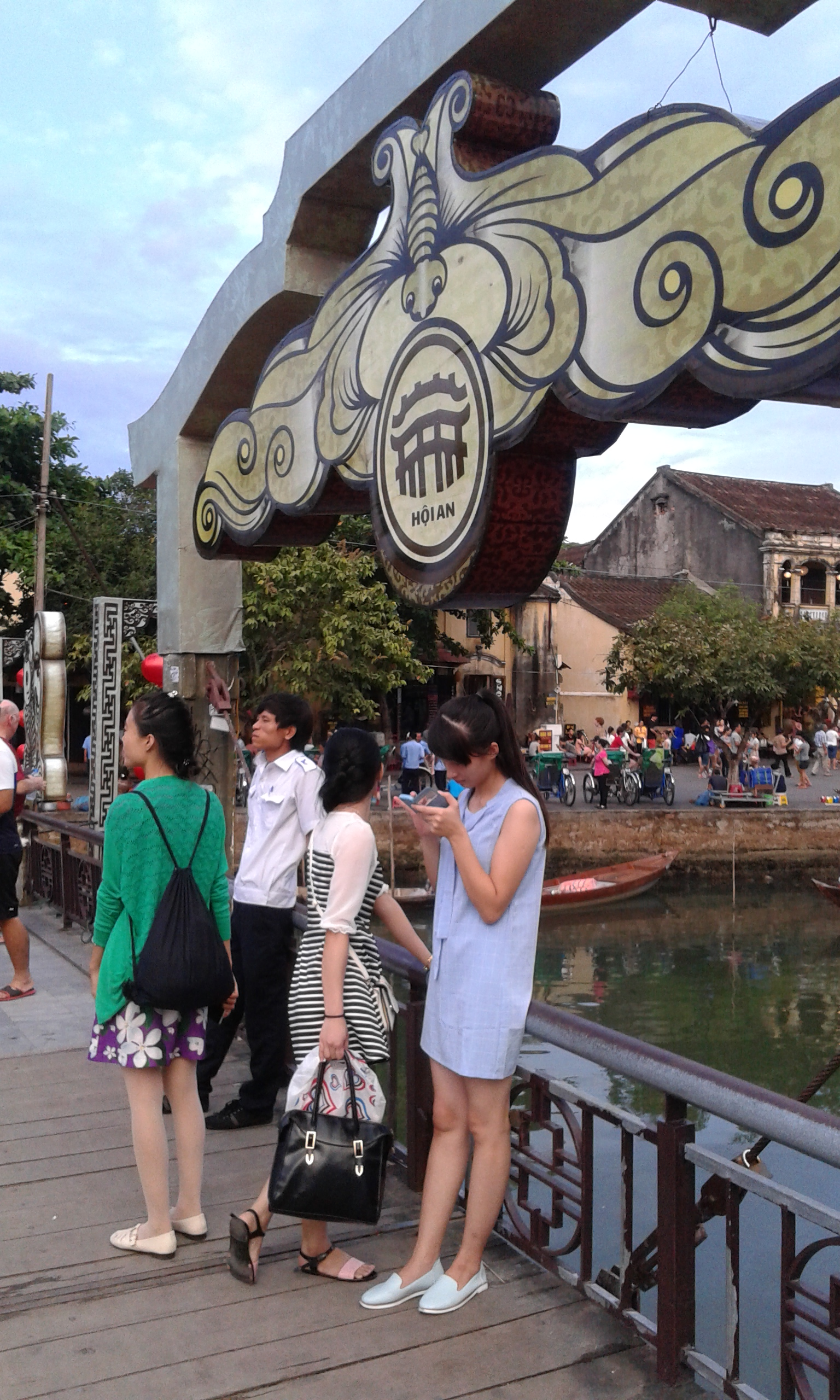

## Thành phố kết nghĩa
- Thành phố Thanh Hóa, tỉnh Thanh Hóa
- Thành phố Luangprabang, tỉnh Luangprabang